# Bビーダマン爆外伝
『Bビーダマン爆外伝』（ボンバーマン ビーダマンばくがいでん）は、1998年2月7日から1999年1月31日まで、名古屋テレビを制作局としてテレビ朝日系列で全48話が放送された、マッドハウス制作のテレビアニメ。
放送時間は1998年3月28日放送分（第7話）までは毎週土曜17:00 - 17:30、同4月5日放送分（第8話）より毎週日曜7:00 - 7:30（いずれもJST）。

## 概要
「ボンバーマンシリーズ」（ハドソン）のキャラクターをモデルにした玩具『ビーダマン』（タカラ）の初のテレビアニメ化作品である。当時のビーダマンはあくまでもボンバーマンの派生商品として展開されていたため、このような2つのキャラコンセプトが合体した作品となった。
1995年より展開されていた「爆外伝シリーズ」全5作のうち、本作品は連番こそ付されていないものの第4作目（IV）として位置付けられており、また初回と第2話では後述の通りその前日談として、『爆外伝III』の設定を汲んだストーリーが展開されている。前番組『勇者王ガオガイガー』まで、長年にわたって制作されてきたロボットアニメ路線も汲みながらも、本作品では必ずしもそれに比重が置かれているわけではなく、ビーダマンたちの個性を活かしたライトな作風が志向されている。また、長年にわたって名古屋テレビ制作のテレビアニメを手掛けてきたサンライズに代わり、本作品ではマッドハウスがアニメーション制作として新たに参加しているなど、制作体制の面でも前番組より様々な変更がなされている。
名古屋テレビで、1998年4月から展開されたキャンペーン「とびだせ!名古屋テレビ」のマスコットキャラクターを本作品の主人公・しろボンが務めていた。

## あらすじ
前述の通り、物語は前日談である「伝説編（プラネットエンブレム編）」（第1話・第2話）と、メインストーリーである「ビーダシティ編」に大別される。話数の都合上、ストーリー展開や基本設定に多少の相違点はあるものの、基本的な部分は1997年に玩具展開された『爆外伝III』を踏襲したものとなっており、時系列上では伝説編から1000年後の世界がビーダシティ編の舞台とされている。

### 伝説編（プラネットエンブレム編）
千年もの昔、まだビーダシティがビーダ王国と呼ばれていたころの話。ブルーソアラー太陽系にあるビーダ王国の王子・しろボンはある時、オレンジボン老師との稽古中に父・ゴールデンボン王に呼び出される。ゴールデンボンは力による太陽系の支配を目論む邪悪なダークボン皇帝となっており、ノルアーク帝国を建国していた。彼はしろボンに太陽系征服への協力を迫るも、しろボンはそれを拒否し、エースパイロット・くろボン率いる親衛隊によって投獄され、処刑されそうになる。しかし、反乱軍ネレイドの一員・あかボンとネレイドに力を貸す科学者・グレイボン博士の協力によってしろボンは救出される。そしてしろボンは反乱軍から、ノルアーク帝国を倒して太陽系を救うためには、プラネットエンブレムを持つ7人の勇者が必要と告げられる。宇宙を航行中に出会った運送屋・きいろボンや水星の富豪の御曹司・みずいろボンも仲間に加わり、しろボンはネレイドの一員としてノルアーク帝国と戦うことになる。

### ビーダシティ編
しろボンやあかボンたちが住んでいるビーダシティに、あおボンとグレイボン博士が引っ越してきた。博士らが古文書を解析した結果、このビーダシティに「ダークビーダ」と呼ばれる悪の組織が攻めてくることがわかり、ダークビーダからビーダシティを守るためにロボット「ビーダアーマー」と共に引っ越してきたのだという。その後しばらくは特に事件も起こらなかったため、しろボンたちは博士の杞憂だったとしてビーダアーマーを遊びに使っていたが、後に古文書どおりダークビーダが登場。（じゃんけんで）パイロットに選ばれたしろボンは、ダークビーダとの戦いに身を投じることとなる。

## ビーダシティ編

### 登場人物（ビーダシティ編）

#### プラネットエンブレムを持つビーダマン
しろボン
声 - 桑島法子
本作品の主人公。一人称は「オレ」。正義感が強く仲間との友情を重んじるが、少々天然ボケかつおっちょこちょいで元気な少年。相棒のカゼ丸をケーキ（味にはなぜか激辛もある）で釣って空を飛ぶ。飛行機のパイロットになるのが夢。モミテボンの記録したメモによるとピーマンが嫌いらしい。くろボンのことは当初はやや一方的にライバル視しているところもあったもののどこか孤高な彼は惹かれており、最終的にお互いを認め合う仲になった。ドラーケンとの初戦で敗北した際、一度は自信を失いかける。しかし、くろボンやきいろボンが苦戦する姿を見たことで触発され、再び戦線に赴きリベンジを果たした。些細なことで仲間と喧嘩することも度々あるが、最終的に和解し友情を深め、それを武器に戦う。
あおボン
声 - 小桜エツ子
心優しく気弱な性格の少年。雰囲気や気分に流されやすいところがある。グレイボン博士の孫であり、彼を「グランパ」（漫画版では「おじいちゃん」）と呼ぶ。一人称は「ボク」で、語尾に「〜です」を付ける丁寧語で喋る。お化けが苦手で本人自身、気弱なことを気にしており、心を悪に染めて自身の部下にしようとしたシュリンゲの策略にはまったことがあり、「自分は強い」と必要以上に思いこまされかなり強気で傲慢になったこともあるが仲間たちの優しさで正気を取り戻し、自信をつけた。以前は度田舎で女の子とも話したことがなく、友達のいない生活を送ってきたためしろボンとは仲が良く、共に行動することも多く、たまに一緒に軟派しようとしたこともある。
漫画版ではメイルスーツ非装着時に発射したビーダマの威力はさほど高くないものの、器用な狙い撃ちが可能という描写がなされた。
あかボン
声 - 佐久間レイ
本作品のヒロイン。面倒見が良く、しっかり者で強気な女の子。頭の後ろに結んだ大きな黄色いリボンがチャームポイント。ビーダロンの言っていることを理解することができ、ビーダロン博士を志す。「レッディ」というあだ名を自称しているが周囲からは全く呼ばれない（しかし2回だけ自身のズボンを仕立て終わったと思い込んだグレイボンに感謝され、そう呼ばれた時とフレアドラゴンの新しい名前を考えていた時に言われた）。くろボンに心惹かれており、彼を「さん」付けで呼ぶ。
また、テレビで人気のアイドル歌手・アイドルボン（声 - 林延年）や人気の歌劇団・レディービーダ歌劇団のファン。特にアイドルボンに関しては当初グレイボンのズボンを仕立てることになったため、彼のサイン会に行けなかったことを残念がっていたなどミーハーな一面も。ヒリューがダークエネルギーの影響で凶暴化した際（漫画版ではドラーケン襲来時）、他者を回復させる効果を持つ愛と正義の心を込めたビーダマを生成する能力に目覚めており、その能力でヒリューを救っている。他のメンバーに比べて出撃回数は少なく、レッドバスター喪失後のフレアドラゴン投入までの空白期間も長かった。この間は、しろボンの機体に添乗するなどして現場に同行していた。
漫画版ではくろボン共々メイルスーツを装着していない。
きいろボン
声 - 真殿光昭
関西弁を喋る陽気な少年。お笑い好きで小噺と称したダジャレを多数連発し、特にマイクを向けられると状況にかかわらずダジャレを連発する。もっともそのダジャレは寒いものがほとんどであり、大抵ポニコーンしか笑ってくれない（しかしグレイボンやシルドークには面白いと言われる）。その下らなさたるや、ラジオに流れれば町が大惨事に陥るほどで、その前例もあってか、ボランティアの時に彼が無料で漫才をすると宣言した途端に避難勧告が流れ、街から人っ子一人いなくなってしまった（イエロークラッシャーのショックウェーブで連発したときにはシュリンゲのトラウマにもなった）。ビーダシティ一の力自慢であり、ゆうれいボン（声 - 堀内賢雄）を助けるためにビーダマを飛ばして戦う格闘技・ビーダ道（ビーダどう）の大会に参加し、優勝したこともある。
本作品では前後のシリーズ作品とは異なり運送屋を営んでおらず、アルバイトや商売をいくつも行っている。宝探しや金儲けに目がなく、いささか横柄かつ意地汚い性格である一方、幼少期に友達がおらず1人だった経験から、義理人情には厚く涙もろい一面も持つ。ダークバアヤに唆され、自分たちを騙したジュニボン（声 - 間宮くるみ）を責めずに許してやったり、手に入れたサインの転売目当てで行こうとしたアイドルボンのサイン会の順番をあかボンに譲ってやるなど友情を大切にしている。一人称は「ワイ」。まれに「オレ」になる。
漫画版では縦縞模様の半纏とサンバイザーを着用している。また、しばしばしろボンからぞんざいな扱いを受ける。
くろボン
声 - 関俊彦
クールな孤高の一匹狼。何者なのか、どこに住んでいるのか、一切不明の人物。ダークビーダを倒すことを、自らの宿命と考えている。そのクールさからあかボンやピンクボンに好意を抱かれている。ビーダアーマーの操縦技術は非常に高く、しろボンたちのピンチにはどこからともなく駆けつける。素手で四天王と互角に戦う力を持ち、作中でもティーゲル・シュリンゲ・ダークプリンスと戦った。19話では「ファイナルパンチ」「スクリューアタック」と必殺技を叫んだこともある。また、バーボンいわく「初めてあいつの眼を見たとき、まるでこれから狩りに行くオオカミロンのようにギラギラしていた」という。
最初はしろボンたちを助けながらも距離を置いていたが、話が進むにつれてしろボンをライバルと認めるなど、彼らに心を開いていった。
実はプロフェッサーボン（後述）の孫で、双子の弟であるジャックを目の前でダークビーダに連れ去られ、死に際のプロフェッサーボンからダークビーダ打倒の使命を託された過去を持つ。当初1人で戦おうとしていたのはその責任感からであった。そのため、ブラックガトリンガーを初めとする専用ビーダアーマーはすべて祖父が作った物である。
テレビシリーズでは、本作品に登場するキャラの中では珍しくギャグとは無縁だが、ビデオパッケージではしろボンに抱きつくピンクボンを呆れ顔で見る姿が描かれていた他、ドラマCDや漫画版（後述）ではコミカルな一面を見せている。
漫画版では額にジャックが姿を消して以降に付いた一本の傷がある。また、荒野で自身が用意したキャンプの食料を知らなかったとはいえしろボンたちに食べ尽くされてしまい、格好つけるも空腹を隠しきれず、さらにそれが原因でダークビーダとの戦いにてビーダマが撃てなくなったり、自身を尾行するしろボンたちの雑な隠れ方に気付きつつも見なかったことにして先を急ぐなど、若干のギャグシーンも見受けられる。

#### しろボンたちの関係者
グレイボン博士
声 - 津久井教生
あおボンの祖父。ビーダアーマーを開発し、ダークビーダの襲来に備えていた。年の割には元気な上、やや子供じみた一面がある。彼の作る発明品自体もビーダアーマーを除いて下らない物が多く、しろボンには「ゴミかガラクタにしか見えない」と言われるほど。しかし、科学者としては天才の域に達しており、設計図もなしにビーダアーマーを制作してしまうほどである。師であるプロフェッサーボンから研究データを託され、合体ビーダアーマーであるセイントブラスターの基となる3機のビーダアーマー（ホワイトブロス、ブルーブレイバー、イエロークラッシャー）を作り上げた。美人に弱くシュリンゲの変装であることを知らないためパープルに惚れてしまい、結婚も考えたほど。そのため、パープルの正体を知ったしろボンたちからその真相を告げられることはなかったが再登場した際、色仕掛けで捕まった（この際、同一人物だったことを知ったのかどうか不明である）。
漫画版ではビーダエクスプレスの設計にも携わっている。ダーク皇帝撃破時にしろボンたちの一斉攻撃に参加するが、彼が発射したビーダマはさほど威力がなく、撃った途端に消えてしまった。
プロフェッサーボン博士
声 - 大竹宏
グレイボンとシャドーの師で、ダークビーダの出現を予見していた科学者。くろボンとジャックの祖父。ビーダアーマーの研究開発の際にダーク皇帝に唆され、悪の道を進んだシャドーを止めようと説得するも聞き入れて貰えず、万が一に備え全ての研究データをグレイボンに託し、自らの研究所ごと行方不明となった。研究データには合体ビーダアーマーであるセイントブラスターの設計図が入っていた。また、くろボンの弟であるジャックがダークビーダにさらわれた時はくろボンにも手が迫ることを危惧し、くろボンのビーダアーマー3体を製作した。後に老衰により息を引き取るが、自身は死ぬ間際までビーダシティのことを案じていた。研究所はくろボンが守護しており、しろボンたちが来た時は自分の意思の一部を移植したコンピューターから投影されるホログラムでコンタクトを取った。最終回ではゆうれいボン・アイスケンシュタインと共に霊体となって、最終決戦を見守った。
漫画版ではその技術力に目を付けたダークビーダからの勧誘を断っており、抵抗空しくダーク皇帝の手によって殺害された。
ジャック
声 - 林延年
くろボンの双子の弟。プロフェッサーボンの研究データをDr.シャドーが盗みに来た際に阻止しようとしたが、ダーク皇帝に類まれな戦士の資質を見込まれ、くろボンの目の前で誘拐された。
その後、大量のダークエネルギーを注ぎ込まれて、ダーク皇帝の忠実な戦士ダークプリンスにされた。
テレビシリーズでは後にくろボンによってビーダマで倒され、元の姿に戻る。その後、ダークネスドラゴンによって再び連れ去られ操られていたが、無事に元に戻った。
漫画版では愛用のマフラーはくろボンから譲られたことが語られている。ダーク皇帝によってダークプリンスに変えられた経緯もプロフェッサーボンが殺害された折、偶然遊びに行った祖父の研究所に彼の姿が見えなかったため、くろボンと手分けして探したところ、兄より先にプロフェッサーボンの死体を目撃したことで皇帝に目を付けられたものになっている。最終決戦にてダーク皇帝に本来の姿に戻され、強制的にくろボンと対決させられるが、セイントドラゴン合体時に放たれた光エネルギーによってブリザードドラゴンから解放され、しろボンたちと共闘した。

#### ビーダロン
いずれもプラネットエンブレムの勇士の相棒に当たるビーダロンで、予言の書に記されている「聖なる獣」。ダークビーダとの決戦でしろボンたちにそれぞれの鎧を与えた。
カゼ丸（カゼまる）
声 - 長島雄一（現：チョー）
しろボンの相棒のフェニックスロン。鳴き声は「フェニフェニ」（漫画版では「ギャギャ」）。口悪く彼とは喧嘩ばかりするもなんだかんだで非常に気が合う性格でよく一緒に遊んでいる。実はかつて文学作家・メルヘンボン（声 - 伊藤美紀）に、「ティルミル」の名で飼われており、物語の題材にするお菓子の家を一瞬で食い尽くしたため、喧嘩別れをしたというしろボンも知らない秘密を隠しており、出会った時も白ボンのケーキを盗み食いした際、彼に捕まえられながらも飛んだ時、風みたいということで現在のカゼ丸という名前を貰った。お菓子が好きで、特にケーキが大好物。また、翼に怪我をした雌のしらさぎロン（声 - 白鳥由里）を助けた際、彼女に惚れたことがあり、その際、妄想ではかつての名ではなくカゼ丸と名乗っているところからそれなりに現在の名を気に入っている様子。しかし、彼女はすでに雄のしらさぎロンと付き合っていたので別れることとなった。また種族の特性で寒さが苦手である。
最終局面でしろボンと心を通い合わせることにより、しろボンをホワイトメイルに変身させた。
ルイルイ
声 - 川上とも子
ウサギロンの仲間で、珍しい種類のビーダロン。「ルイルイ〜」と鳴く。愛らしい姿と声をしているが実は雄で、主人と同じく女の子が大好き。頭が良く、研究所であおボンやグレイボン博士の仕事を手伝うこともある。翻訳（その際の吹き替え音声 - 長島雄一）時の一人称も主人と同じで「ぼく」である。
9話では毒キノコを食べてしまい、死にかけていたが、しろボン達に命を救われる。
最終回であおボンをブルーメイルに変身させた。
ボンバーマンシリーズに登場する「ルーイ」のオマージュキャラクター。
ピポ
声 - 本井えみ
あかボンの友達のリスロン。「ピポ」と鳴くためにしろボンによってこの名前が付いた。元は他のビーダロンたちと共に森で暮らしていたが、ダークイバリの事件以降彼女の友人となった。とてもおとなしい性格。
最終局面であかボンをレッドメイルに変身させた。
ポニコーン
声 - 園部啓一
きいろボンの相棒で、トウモロコシのような角とサングラスをかけているのが特徴のユニコーンロン。「ポヒヒーン」（漫画版では「ヒンヒン」）と鳴く。きいろボンとはギャグのセンスが合うため、きいろボンのギャグにただ1頭バカウケする。また、自動車の運転が得意で、きいろボン同様涙もろい一面もある。サングラスの下の目はパッチリとした瞳をしている。ティーゲルがピンクボンを誘拐した際、リッチボンの「娘を助けたら全財産を譲る」という発言に乗ってくろボンに変装したきいろボンにより、ヒリューに変装させられたことがある。
最終回で他のビーダロンたちがしろボン達をメイルスーツ姿へと変身させた時1頭隅で震えており、きいろボンに怒られてからやっと彼をイエローメイルに変身させた。
漫画版では角が本物のトウモロコシとなっており、瞬時に射出・再生させることが可能。その特性を生かしてきいろボンの商売に協力したことも。
ヒリュー
声 - 安井邦彦
強くなるために日夜修業を積んでいる心優しきドラゴロンで、「ドラゴン流拳法（ドラゴンりゅうけんぽう）」の使い手。「アチョー」・「ホウ」と鳴く。ビーダキャニオンで修行に励んでいた時に、偶然その場に不時着したダークエネルギーの籠った隕石の影響で凶悪な姿に変化し暴れ回ったが、くろボンやしろボンらの活躍によって元の姿に戻り、以降はくろボンに弟子入りし行動を共にするようになる。「ヒリュー」の名付け親はくろボン。映画館へ映画鑑賞に行ったことも。
最終回でくろボンをブラックメイルに変身させた。
漫画版では最初からくろボンと同行しており、背中の翼はダークエネルギーで変貌した時のみ付いていた。ドラーケンに操られた挙句、手加減したブラックガトリンガーの攻撃で正気に戻り、鋼蒼竜の攻撃からくろボンを庇って重傷を負う。しかし、テレビ版同様あかボンによって助けられる。翻訳によりくろボンをさん付けしている。

#### その他のビーダマン
漫画版では全員登場していない。
ピンクボン
声 - 小西寛子
自分勝手で我が儘なお嬢様。恋多き乙女。「そう簡単に心変わりしませんことよ」が口癖だが、実際は惚れっぽく飽きっぽい性格のトラブルメーカーでそのことを全く自覚しておらず、むしろ、自分は人に喜ばれることをしていると都合良く勝手に解釈しては他人の迷惑を考えない。そのため、宝石付きのロケットをなくした時もしろボンたちどころかお金に目がないきいろボンすら助けを拒むほど。
最初はどこで撮影していたか不明だが、ドラーケンとの戦いでしろボンに好意を抱いたがわずか1話でくろボンに乗り換え、次の回でアイドルボンに鞍替えしたが好みではなかったのかまた長らくくろボンの追っかけを続けていた。42話にて病気が治った際、しろボンたちに今まで迷惑をかけたことを謝罪し、完全に別れの印として花束を渡されたことでくろボンに失恋したことを自覚した時、偶然出会ったさわやかボンという好青年にあっさり一目惚れし、最終回では一緒に行動していたことから両想いになった様子。しかし、くろボンに対して様付けし続けているところを見るとまだ好意は残っている様子。逆にしろボンは再登場した後はずっと呼び捨てであった。
リッチボン
声 - 安井邦彦
ピンクボンの父親でビーダシティ一の大富豪・リッチボン家の伯爵。極度の親バカで、娘であるピンクボンを異常なまでに甘やかし、溺愛しており、彼女のためならば平気で他人に財産を譲ったり、時には自身の所有する私設防衛軍まるごと動かしたりするほどである。
愛車に乗っていることが多く、実家でもよく乗っている（壁に激突して壊したり突き破ったりすることもあるが、本人は全く気にしない）。また、大型劇場のオーナーも務めており、一流レストラン・「ビーダマキシム」のオーナーを務める実業家・エリートボン（声 - 速水奨）とも面識がある。最終回ではダークビーダによって屋敷を破壊された。
ジイボン
声 - 長島雄一（現：チョー）
リッチボン家に仕える執事。度々ピンクボンのわがままに振り回されている。また、意外にも素早い身のこなしを誇る。あかボンに好意を寄せている発言をしたことがある。
キザボン
声 - 宮崎一成
ビーダシティ一の大企業・クリスボン家の御曹司。ピンクボンの幼馴染で、性格は名前の通りキザそのもの。よくフラメンコを踊っている。
初登場時はピンクボンのためにしろボンに代わる新しい婚約者としてリッチボンが連れてきたが、あっさりと嫌がられた。以降も何度か登場し、ピンクボンを口説こうとするが失敗に終わり、最終的には檻の中に閉じ込められ、ピンクボンに飼い犬同然の扱いを受けてしまった。
バーボン
声 - 藤本譲
くろボンがよく通うバーのマスター。無口でニヒルな性格。素性を知らないくろボンに対しては本人いわく「人に言えない悲しみを胸に秘めていた目」を見て信用し、取引を行った。
キャスターボン
声 - 藤巻恵理子、夏樹リオ（14話のみ代役）
ビーダシティにあるテレビ局のニュースキャスターを務める女性ビーダマンで、眼鏡をかけている。普段は視聴者を意識して愛らしいキャラ作りをしているが、興奮すると自身の本性が出てしまうことも（その場合、即座に愛嬌を振りまいて誤魔化している）。最終回ではレポーターボンが逃げたのを見て他のスタッフと共に逃げ出した。
レポーターボン
声 - うすいたかやす
ビーダシティにあるテレビ局のレポーターを務めている、眼鏡をかけた男性ビーダマン。最終回ではダークネスドラゴンの攻撃に巻き込まれてスタッフと共に逃げたが、これまでのエピソードに登場したゲストキャラクターを含む人々たちと共に最終決戦を見守った。
よいこボン
声 - 東さおり
「よい子のみんなはまねしないでね」という注意書きと共に画面端に現れ、台詞の最後に「ビーダマンとの約束だ!」を付けて視聴者に注意を促す。ストーリーの進行には一切関係がないがしろボンたちに見えないわけではなく、他にも老ビーダと同じく災難に巻き込まれたり、反面教師にしたモミテボンらに手痛い目に遭わされることもあった。しかしそれでも注意する姿にモミテボンには「お前、根性ある」と言われた。また登場した時のサイズで登場するため、回によっては普段より小さくなることもある。最終回のシメを飾った。
老ビーダ
声 - 緒方賢一
予言の書を持つ古老のビーダマンであり、彼の先祖はビーダの神（声 - 佐久間レイ）のお告げを予言の書として書き記している。伝説編での狂言回しの役割（後述）とは打って変わり、存在そのものがギャグに近いキャラクターになっている。そのため何度か落雷を受けたり（一度かわしたこともあったが、崖の下に転落した）、後半では乞食のような生活をする羽目になるなど何かと災難に遭うことが多い。その一方でビーダシティに迫る危機を感じ取ったり、予言の書の内容が真実となることを危惧したり、深みのある一言を放つことも少なくはない。
伝説編でしろボンと面識のあるような口ぶりであったのに対し、ビーダシティ編では顔見知りではなくなっている。中盤以降は何度かしろボンたちと面識を持っており、ビーストーンの情報を彼らに与えたこともあるのだが、再登場後はあっさり忘れられる。口癖は「不吉じゃ」。好物は焼きちくわで、焼き加減によるちくわ占いも行える。最終回では視聴者に「次の勇士は君かもしれない」と語りかけていた。

#### ダークビーダ
ダーク皇帝が支配する侵略軍団。ダーク皇帝を除く構成員は総じてビーダマンにはない普通の口があり、ダーク皇帝とダークプリンス以外の男性と女性は毒キノコを思わせる穴状の凹みや突起を複数持った頭部を持っている（なお、女性のダークビーダ全員とダークジコロは頭髪を有する）。加えて、両肩にサポーターを付けている者が多い。物語後半ではダークプリンスが登場し、攻略を担当。なお、彼らのビーダマは邪悪な心のために赤黒く濁っている。
ダーク皇帝
声 - 大友龍三郎
ダークビーダを支配する謎の存在で、自分たちを「闇の一族」と呼称する。一人称は「我」（漫画版では「ワシ」および「私」）。ダーク城にある皇帝の間の壁や、城の上部に浮かぶ一つ目の姿でプリンスや四天王に指示を出す。冷酷非情な性格で、失敗を犯した四天王に対しては、城の上部に姿を現した際に目から放つ光線や電撃によって牢獄に転送・幽閉したり、罰を加える。惑星直列が近づくにつれてその力を増していく。最終回で四天王たちが役に立たないことに腹を立て、ダークネスドラゴンとブリザードドラゴンに融合し、赤い双頭の竜となって、しろボンたちに戦いを挑んだ。だが、最期はセイントドラゴンに倒され、ダーク空間も消滅した。四天王やダークプリンスすら、自身のダークエネルギーで作り出した存在だった（四天王はビーダロンを、プリンスはジャックを変身させた姿。なお、ダーク皇帝の敗北後に四天王が包まれていた光球と同じものが同じく解放されたジャックを含めても20個近くビーダシティに降り注いでいた）。
漫画版では部下たちから「ダーク様」と呼称される。敗れた四天王たちをダーク空間内の床を介して次元牢に転送している他、プロフェッサーボンの殺害現場を目撃したジャックをダークプリンスに変化させた。終盤ではブリザードドラゴンを変異させるなどしてしろボンたちを翻弄。最終的には城と融合して、無数の目玉が表面に現れる黒い城の姿となり、ビーダシティ中のビーダマンやビーダロンたちからビーダエネルギーを吸収。強力なダークエネルギーを放出して暴れ回った。最終的にはテレビシリーズと同様に敗れる（こちらではダーク城を真のビーダエネルギーの光に破壊された末、球状に変化して現れたところをしろボンたちの一斉射撃で撃破されている）が、いずれ復活することを最期まで示唆していた。
ダークプリンス
声 - 林延年
ダークビーダ四天王の上に位置する最高幹部。その強さはビーストーンでパワーアップしたシルドークを簡単に倒し、ブラッククラスターを一撃で破壊するほど。また、部下にテレパシーで指示を送ることも可能。冷静な性格で、戦いをゲームと称する残虐性を持つ。基本的にダーク皇帝をそのまま名前で呼ぶダークビーダの中では唯一、ダーク皇帝を「陛下」と呼んでおり、自身も最高幹部ということもあって部下からは「殿下」と呼事される。
その正体はくろボンの弟のジャックがダーク皇帝によって記憶を消され、全く別人のダークビーダとなった姿である。そのためにくろボンには強いこだわりを持っており、彼を倒すことに執着している。また、くろボンとの対決の際に記憶が戻りかけることもあった。
漫画版では語尾に「～プリ」と付ける。くろボンは当初プロフェッサーボンの死体の前に立っていたプリンスの姿を見たことで、その正体に気付かぬまま彼が祖父とジャックを手にかけたものと思い込んでいた。

##### ダークビーダ四天王
ダークビーダの大幹部たち。総じて仮面を被っており、その素顔は一般のダークビーダと同じである（漫画版では全員素顔を見せていない）。また、四天王同士は総じて我が強いため、他のメンバーとは仲が悪く、ダークプリンス登場後は彼に忠誠を誓いそれぞれで行動するも、パワーアップしたダークアーマーに乗ったにもかかわらず、個人で戦うよりもあっさり敗れている。ビーダシティ攻略の担当者は失敗が続くとダーク皇帝によって空中（漫画版では次元牢（じげんろう）と呼ばれる空間内）に浮かぶ石の牢獄に幽閉され、次の四天王に出撃の権利が移る。最終決戦でダーク皇帝に赤い双頭の竜にさせられ、皇帝が倒された後は全員元のビーダロンに戻った。
漫画版ではダークプリンス登場後は彼の指揮下で合同作戦を行い、改心した風を装ってしろボンたちをエビルスキー場に招待し、罠を仕掛けて倒そうとする。だが、しろボンたちにかまけていたことでブリザードエビルの整備を行えず、あえなく失敗。プリンスに制裁され、首から下を氷漬けにされた。最終決戦直前にて怒るダーク皇帝にシャドーと共に一蹴され、ダーク城崩壊後の消息はシャドー共々不明。
ドラーケン
声 - 安井邦彦
ダークビーダ四天王の1人。一人称は「オレ」（単独出撃時は「オレさま」）。卑劣な作戦を好んで展開する頭脳派（自らのビーダアーマーが無いと嘆いていたきいろボンを操り、しろボンたちに差し向けたこともある）だが、お世辞には非常に弱い一面を持っている。そのため褒めて貰ったり、あだ名を言って貰わなければ気が済まない。あだ名は元々あったものにモミテボンが提案した「プリティーにかっこいい」を足した「パーフェクトな強さを誇る偉大なるダークビーダ四天王の1人、プリティーにかっこいいドラーケン様」。四天王中最も部下に対して非情であり、それぞれ一度の出撃で敗れると全員容赦なく切り捨てている（後にシルドークとの決闘の際に登場していたことから命までは取らなかった模様）。
当初は部下たちにダークビーダの本拠地から命令を下していたのみで、出撃回数は四天王では最も少ない（単独での出撃は一度だけ。その後もシルドークとの共同出撃、最終決戦で他の3人と出撃したのみ）。最初に登場した四天王ではあるが、ホワイトゲイルやイエローシューター、ブラックガトリンガーをあっさりと倒してしまうなど、その実力は侮れない（最初の敗北も、油断していたところにホワイトゲイルIIからの不意打ちに近い一撃を食らったことが原因）。生身での戦闘能力も高く、シルドークと組み合いになっても互角であった。また、握り拳の親指だけを突き出して下に向け、自身とその部下がいるダーク空間内の足場に穴を開けて部下を落としたり、相手に催眠をかけてその相手の心を闇に染め、操ることも可能。かなり記憶が古く、再登場時はしろボンたちに名前を忘れられていた。四天王内でも、特にシルドークとはソリが合わない。
また、正体がトカゲロンであるためか、シルドークに「トカゲロン野郎」と罵られたことがある。なお、単独でビーダシティを攻略していたころは、声に金属的なエフェクトがかかっていた（素顔の時は無い）が、再登場後は無くなった。名前はスウェーデン語で「竜」を意味する「ドラーケン」から。
漫画版では語尾に「～ケン」と付ける。
ティーゲル
声 - 堀秀行
ダークビーダ四天王の1人。胸部プロテクターの左側に二本の傷がある。「力のティーゲル」の異名を持ち、その名の通り力任せに暴れ回る戦法を好む。しかし、「チマチマしたことが一番嫌い」と癇癪持ちの性格が災いしてしまい、毎回感情任せに暴走しては、銕白虎のエネルギー切れを引き起こしてしまう。エネルギー切れの問題もあってか、銕白虎に搭乗せずに出動する場面もしばしば見られた。バカと言われることを嫌っており、「バカ」を含んだ言葉に非常に敏感。その一方、ダークプリンスの作戦でビーダシティのボランティア活動をさせられた時にしろボンから改心した理由を問われて咄嗟に嘘の話を思いついたり、その話に「信憑性がないから直ぐにばれてしまう」と判断するなど、機転の利く一面や常識的な一面を見せたこともある。
周囲に放電して相手を攻撃することが可能で、連続してパンチを繰り出す「突風ラッシュ（とっぷうラッシュ）」という技を持つ。戦闘のプロであるくろボンとアーマーに乗らずに素手で戦ったことからライバル心を抱く。また、瞬間移動も可能。四天王内でも、特にシュリンゲを毛嫌いしている。後にダークプリンスに我慢を覚えさせられ、その直後は凄まじい力を発揮した。また、四天王中唯一自滅した存在でもある。その他、ただの一般人であるさすらいボン（声 - 井上和彦）に偶然とはいえ敗北するなど情けない場面がある。
ドラーケンと同様に、登場初期は仮面を被っている際、声に金属的なエフェクトがかかっていたが、再登場後は無くなった。また、初期は一人称が主に「ワシ」（たまに「オレ」。なお、漫画版では「ワシ」、ゲーム版は「オレ」でそれぞれ統一）だったが、再登場後は「オレ」に統一された。
名前はドイツ語で「虎」を意味する「ティーガー」から。正体はトラロン。
漫画版では自らビーダシティ攻略の作戦を考案・実行に移すなど頭の悪い描写はあまりなかった。また、語尾に「～ゲル」と付ける。なお、ダークキザックのイメージ図に登場したドラーケン以外の四天王およびティーゲルの姿が判明した回での残る四天王たちのシルエットは、後に作中に登場した姿とはデザインが異なっている。
シュリンゲ
声 - 松本梨香
ダークビーダ四天王の1人で紅一点。「魅惑のシュリンゲ」の異名を持つ。一人称は「妾」・「私」（パープル変装時、気分によっては本来の姿でも言ったことがある。なお、漫画版では「私」・「あたし」となっている）で、笑い声は「フフフフフ」および「オホホのホー」。非常にプライドが高く気難しい性格で、モミテボンには高慢な態度で接しており、よく靴磨きをさせている。また、煙管を愛用している。四天王の称号だけでは満足しておらず、ダーク皇帝を除くダークビーダの頂点を極めようと考え「ダーククイーン」を自称している。苦手なものはきいろボンの小噺（イエロークラッシャーのショックウェーブを一度食らって以降、小噺がトラウマになった）。普段はパープルという名前の美しい女性教師ビーダマンに化け、しろボンたちに近づき罠にかけようとしており、完全に信用させたがくろボンだけは最初から疑っていた。くろボンの強さを見込んで手下に誘ったこともあり、ティーゲルと同様に素手で戦ったこともある。他にも、あおボンやあかボンを洗脳して自分の手下にしようと作戦を立てている。パープルの変装を解く際には他のダークビーダ同様に服を脱ぎ捨てて変装を解く場合と、体を回転させて発光し、瞬時にシュリンゲの姿に戻る場合の二通りがある（後者の場合はその逆も可能）。また、変装中に強いダメージを受けると一瞬、元の姿に戻ってしまうことがあった。演技力の他、ダンス・野球・テーブルマナーにも精通しており、しろボンたちを罠にかける際にその腕前を披露している。
肌荒れとしろボンたちに名前を頻繁に間違えられること（シュリケン、シュリリンゲなど）が悩みの種。特に後者は言われるたびに修正するが、全く覚えて貰えず、まともに呼ばれたことがほとんどない。またモミテボンに対しては名前そのものを避け、「ダーククイーン」と呼ばせようとしており、名前で呼ぶたび、撤退時でも制裁を喰らわす。また、年齢はある程度高い方らしく、嫁ぎ遅れ呼ばわりを最も気にしている。四天王内では、特にティーゲルと不仲である。なお、四天王の中では唯一テレビシリーズ・漫画共に素顔を見せていない。
名前はドイツ語で「スズメ」を意味する「シュペリング」から。正体はスザクロン。
漫画版ではパープルに扮していた際には名前以外の記憶を失った風を装ってしろボンたちに接触しており、色仕掛けが効かないあかボンを警戒していた。テレビシリーズと異なり彼らにパープルの正体が自身であることには気付かれていない。敗退後、処刑されそうになったため開き直り、2万年にわたり監禁されていたシルドークを解放させ、協力してダークネスドラゴンを完成させた。その後シルドークがダークプリンスに敗れると一緒に捕まったが、殺されてはいない。なお、2万年を生きたシルドークから「まだ生きていたのか」と発言されており、シルドークほどでないにせよかなりの長寿である模様（ただしシルドーク反乱当時のことは知らないため、彼よりは若い）。また、語尾には「～リンゲ」と付ける。
シルドーク
声 - 秋元羊介
ダークビーダ四天王の1人。一人称は「オレ」（漫画版では「ワシ」も使用）。ダークビーダの頂点に立とうとする野心家で、かつてダーク皇帝に対して「自分以外の者の下につくことが勘弁ならない」との理由で反旗を翻し、返り討ちにされたことがある。そのため四天王の地位を剥奪され、牢獄に幽閉されていた。しかし、部下であるダークジコロとダークバアヤの手で牢から解放されたことにより、四天王の座へと返り咲く。
武人の誇りを旨としており、自らの背後を取ろうとする者は、カエルロンであろうと容赦はしない性格。重厚な見た目に見合わぬスピードとイエロークラッシャーを素手でひっくり返すほどの実力の持ち主だが、口が軽い一面を見せることがあった。その他にも、チューブで繋がれた2丁のマシンガンを武器としている。義理堅いところがあり、海底遺跡でしろボンに生命を助けられた借りは一応返している。また、ダークジコロとダークバアヤをヒヤヒヤさせたり震え上がらせるなどして振り回すことも多いが、前述の牢から解放された件なども含めて二人には慕われている。31話ではしろボンに「シルクロード」と名前を間違えられたことがある。
プラネットエネルギーの封印されたビーストーンを手に入れ、その封印を説いたことでプラネットエネルギーの鎧を得てパワーアップし、ダーク皇帝をも圧倒するがダークプリンスに愛機である鎧玄武を破壊され、自身も一撃で敗れて鎧も失った。その後、ダーク皇帝には反発心を持ったままだが、プリンスには（自分をあっさり破ったことから）忠誠を誓っている。
名前はドイツ語で「カメ」を意味する「シルトクレーテ」から。正体がカメロンであるためか、ソリの合わないドラーケンに「のろまなカメロン野郎」と言われたことがある。
漫画版では、牢から出したのは処刑されそうになって開き直ったシュリンゲである。彼女の協力と鎧玄武の能力で、ダークネスドラゴンを復活させた。ダーク皇帝に反逆を起こしたのが2万年前と語っており、ダーク皇帝共々かなりの長寿であることが分かる。テレビシリーズと異なり、ダークプリンスに敗れた後は不承不承ながら彼に従っている様子が見られ、ゲーム版もこれに準じた流れとなっている。また、語尾に「～ドーク」と付ける。

##### ダークビーダ四天王の部下
四天王直属の部下たちの中には自分のダークアーマーを所有する者もおり、それで出撃することもある。四天王たちに変わってしろボンたちと交戦することもあるのだが、四天王に付き従う者も多い。特にシルドークの部下であるダークバアヤとダークジコロはダーク皇帝よりもシルドークに忠誠を誓っており、彼のダーク皇帝打倒にも協力している。
ダークイヤミ
声 - 千葉繁
ドラーケンの部下の1人。初めてしろボンたちの前に登場したダークビーダで、名前通り嫌味な性格の持ち主。その上、長い演説が大好き（しかし、モミテボンには「演説さえなければ少しはましな上司」とある程度の好感を持たれていた）。ギャグの程度はきいろボンの小話とさほど変わらない。ダークビーダがビーダシティ侵略を開始するのを長らく待っていた。プラネタリウムを完備したビーダ博物館の館長・イヤミボンに化け、観客のビーダマンたちからビーダエネルギーを奪おうと画策した。
しろボンに「お前はダークビーダか?」と聞かれ、ダークビーダ認識者に出会えた喜びから素直に正体を現した。戦闘時はダークエネルギーによって博物館に展示された探査用人工衛星の模型型メカやビーダ戦車、恐竜ロンの化石やレーザー発射機能を持つ博物館のプラネタリウム部分および周辺のパラボラアンテナを操り、自身は人工衛星型メカに乗る。博物館からのレーザーでホワイトゲイルを攻撃するが、ブラックガトリンガーとヒリューの加勢によりパラボラを破壊される。最後の手段として博物館の自爆装置を作動させてしろボンたちを倒そうとするが、彼の演説好きな性格を利用したしろボンの作戦に引っかかり、博物館の爆発に巻き込まれて敗北する。後にドラーケンとシルドークの対決の際にダークイバリやダークシノビと共に再登場したが、ドラーケンをシルドークの下まで小舟で送り届けるや全員すぐに去っていった。
漫画版にはイヤミボンによく似たダークビーダ・ダークキザックが登場している（漫画版では、四天王以外のダークビーダはビーダマンたちに近いデザインだった）。四天王と対等の地位を狙う野心家で、キザックボンに化けてダークコビックと共にカゼ丸たちを捕らえ、ビーダロンたちのサポート能力を分析しようとする。だが、しろボンたちに撃退される。一人称は「わて」で、語尾に「～ザーンス」を付ける。レイピアを駆使した自称・「おフランス仕込み」のフェンシングの腕前を誇り、格好悪いダークアーマー（後述）を使用していた。
ダークイバリ
声 - 大森章督
ドラーケンの部下の1人で、西部開拓時代の保安官のような姿をしている。自称・「ダークビーダ一の軍師」。名前通り威張り散らしている性格の持ち主で、やたらと自分の持つ数々の勲章らしき物（モミテボンいわくおもちゃ屋で見た）を見せて威張る。モミテボンには常に「様」ではなく「閣下」という敬称を付けるように言っていた。ビーダロン狩りを好む一面がありライフルを所持している他、高速移動も可能。ピポが住んでいた森でビーダロンを捕獲し、そのビーダエネルギーを使ってダークバズーカを製作。ビーダシティ攻撃の準備をしていた。専用のダークアーマーを所持しており、弱気になりつつもホワイトゲイル・ブルースナイパー・ブラックガトリンガーの3機をまとめて相手にしていたので、それなりの実力はある。だが、あかボンとビーダロンたちによってバズーカの発射口を塞がれてしまい、最終的にバズーカが暴発し、半ば自爆する形で敗れた。後にドラーケンとシルドークの対決の際に再登場した。
ダークシノビ
声 - 高木渉
ドラーケンの部下の1人で、左目に金属製の眼帯を付けた忍者のような姿とそれに違わぬ俊敏性を誇り、瞬間移動も可能。疑り深い半面モミテボンとはそれなりに良好な関係を築いており、脱出時に後述の理由で彼に警告するなど、ドラーケンの部下の中ではまともな性格。その一方、ドジなところがある。グレイボンが発明の発表会をした際にシノビボンに化け、発表会にただ一人のお客として侵入する。だが、エライ目に遭うばかりだったので正体を現わし、グレイボン研究所に侵入してビーダアーマーを破壊しようとした。しかし、侵入に成功するもまたもや散々な目に遭い、脱出に使おうとしたロケット（実は花火）の爆発にモミテボンと共に巻き込まれた。なお、しろボンたちはシノビボンがダークシノビだったことはおろか、彼が研究所内に侵入したことすら気づいていなかった。また、モミテボンの台詞から、ダークイバリと同じく彼も専用のダークアーマーを所持しているはずだが、登場することはなかった。敗北後は他の2人と共に再出撃のチャンスを授かるべくドラーケンに懇願するが叶わず、全員ドラーケンによって足場に開かれた穴からダーク空間の底に落とされた。後にドラーケンとシルドークの対決の際にダークイヤミやダークイバリと共に再登場した。
ダークグンシ
声 - 園部啓一
ティーゲルの右腕にして参謀。その名の通り軍師として、ティーゲルを作戦面でバックアップする。だが、力ずくで戦おうとするティーゲルの性格が仇となることもあり、作戦のほとんどは失敗に終わっていることが多い。瞬間移動が可能。作戦を嫌うティーゲルから疎ましく思われている反面、自身もあまりにオツムが足りないティーゲルを陰で侮辱しているが、気付かれるとギャグで誤魔化す。変装も得意で、最初の作戦ではアイドルボンのサイン会を開いたイベントボンに化けた上で彼を騙し、その後はアイドルボンに変装してコンサートの客からビーダエネルギーを吸い取ろうとした。また、最後の作戦の際にはビーダエクスプレスの技術責任者・レールボンに化けてしろボンたちを騙し、ビーダエクスプレス内であおボンたちを捕らえている。しかし、ビーダエクスプレスに仕掛けられた罠に捕らえられた銕白虎からティーゲルを救出しようとして逃げ遅れ、ティーゲルやモミテボン共々ビーダエクスプレスの爆発によって吹き飛ばされた。ティーゲル敗北後は共に投獄された。
漫画版ではビーダエクスプレスの車掌・車掌ボン（しゃしょうポン）に扮したダークビーダが彼の役回りを担っている。こちらは作戦失敗後の去就については語られなかった。
ダークトアミ
声 - 塩屋翼
ダークグンシの部下。平兵士ながら長きに渡りダークビーダに所属していた大ベテランで、ビーダエネルギー収集の専門家。その名の通り網を発射する専用バイクでビーダロンを捕らえるのが得意で、高速移動も可能。しかし酒が好物の上に酒癖が悪く、後一歩のところで酒を飲んでしまうため、いつも失敗ばかりしている。そのために度々出世のチャンスを逃しており、出世が絡むと大げさなリアクションをとる。「兵士生活35年」が口癖だが、モミテボンにダークビーダが現れてから35年も経っていないとツッコミを入れられている。モミテボンには常に「様」ではなく「先輩」という敬称を付けるように言っていた。
ダークグンシの命で銕白虎のエネルギー補充のため、出産前のしらさぎロンを百羽捕らえていた。しかし、アジトの洞窟でモミテボンの制止を振り切って酒盛りをしている最中にしろボンとしらさぎロンに扮したカゼ丸が紛れ込み、カゼ丸に気を取られている最中にしろボンによってしらさぎロンを全て逃がされてしまう。それに気付いた後は再びしらさぎロンたちを捕らえようとバイクに乗って網を発射するがカゼ丸に邪魔され、挙句ホワイトゲイルIIによってカゼ丸としらさぎロンたちは助け出される。さらにバウンドした網によって洞窟が崩壊し、ビーダエネルギー貯蔵用タンクにも穴が空いてしまう。その結果モミテボン共々洞窟に閉じ込められ、その後は無線越しにダークグンシに叱責されてヤケ酒を飲もうとするが、すでに酒は切れていた。
ダークオイチ
声 - 藤巻恵理子
シュリンゲに仕えるダーククノイチ（くの一）の1人。髪は緑色。素早い身のこなしを誇り、煙幕と共に出現する。また、シュリンゲのものに似た形状の仮面を着用しており、クナイを武器としている。体を回転させてビーダマンの女性に変装することが可能で、しろボンたちを罠にかけようとしたことも。モミテボンにはシュリンゲ同様高慢に接している（これらの点は他の2人も同様）が、最後の作戦でシュリンゲが敗れた際には、火口にロープで縛られた状態で放置されていたモミテボンを他の2人と共に、「シュリンゲの怒りのはけ口が減る」との理由で助けた。しかし、それが仇となって翼朱雀が火口に転落したことで発生した爆発にシュリンゲやタンゴ、モミテボンや他の2人共々巻き込まれて吹き飛ばされており、その後どうなったかは言及されていない。
ダークオツウ
声 - 笹本優子
シュリンゲに仕えるダーククノイチの1人。髪は水色。シュリンゲが幽閉された後の去就は描かれていない。
ダークオコウ
声 - 川上とも子
シュリンゲに仕えるダーククノイチの1人。髪は赤色。シュリンゲ幽閉後の去就についてはダークオツウと同様。
ダークジコロ
声 - 岩永哲哉
シルドークの部下の1人。四天王の座を夢見ているがまだ若く考えも浅いため、主にダークバアヤと手を組んで活動する。テレビシリーズでは鎧玄武を2回操縦したことがある。戦闘能力はそこそこ高く高速移動も可能だが、新四天王決定戦の決勝戦にて卑劣な手段を使ったダークノストラに敗れている。男性ダークビーダでは唯一頭髪を有する。シルドークがダークプリンスに倒された後は登場していない。
ダークバアヤ
声 - 小原乃梨子
シルドークの部下の1人。普段はドレスを着用した背の低い老婆だが、健康器具で体を鍛えており、200キロのバーベルすら持ち上げる力を持っている。空気を吸い込むことで体中のしわを伸ばし、数秒間だけ長身の美女に変身できる。シルドークが幽閉されていた時、この変身技で看守の目を欺いて牢獄の鍵を奪った。しろボンは一度、この変身技に惑わされたことがある（この時はあおボンときいろボンも変身技で惑わそうとしたが、失敗に終わっている）。33話ではジュニボンをレトロゲームで釣って利用し、ホワイトブロスに罠を仕掛けるなど悪知恵も働く。その一方、新四天王決定戦の決勝では隠し武器を使ってダークジコロを負かしたダークノストラを卑怯と見なして厳しく非難する一面も見せていた。シルドーク敗北後の消息は不明。

##### その他のダークビーダ
ダークノストラ
声 - 菅原正志
幽閉中のシルドークに代わり、新四天王決定戦で優勝して四天王の1人となっていたダークビーダ。オカマ口調で話す。「勝てばいい」という信条の持ち主で、勝利のためには手段を選ばない。ダークジコロの攻撃を全てかわした上で卑怯な手を使ったとはいえ勝利し、ブルーブレイバーとイエロークラッシャーをダークブラッコの援護を受けながらも圧倒するなど実力もそれなりにあるが、ダーク皇帝には所詮は小物でシルドークほどの器はないとそうそうに見限られる。新四天王決定戦の決勝戦では地面に鉄菱やパチンコ玉、バナナの皮を撒き散らしてダークジコロを転倒させて勝利している。専用のダークアーマーを所持している。
占い師に化け、しろボンがノイローゼに陥るまで執拗にストーキングじみた占いを続けた。最後は自身のダークアーマーをしろボンたちに奪われそうになり逃走しようとするも、鎧玄武の攻撃でダークブラッコ共々吹き飛ばされた。
ダークブラッコ
声 - 吉田孝
ダークノストラの部下。黒子の姿をしており、ラジコンカーなどを使った小細工を得意とする。しろボンがダークノストラに占われた通りの災難に遭うよう、裏で細工を行っていた。
かんしゅのダークビーダ
声 - 千葉一伸、津久井教生
シルドークが幽閉された牢獄を守っている看守のダークビーダで、肥満体と痩せ形の2人組。鎖で壁に繋がれて身動きの取れないシルドークに傲慢な態度を取られても気にせずにいたが、威圧されて怯える。その後、ダークバアヤの変身技に惑わされて鍵を奪われてしまい、牢から脱出したシルドークに逆襲される。しかし命からがら逃げ出し、ダーク皇帝にシルドークの脱獄を伝えた。
漫画版では通常のビーダマンに似た姿の門番がこの役回りを担当。パープルに化けたシュリンゲの色仕掛けに惑わされた挙句、あえなく一蹴された。
女性ダークビーダ
声 - 川上とも子
ドラーケンが見ていた映像に映っていたダークビーダの女性で、バニーガール風の服装をしている。ドラーケンは彼女の言葉から新しいあだ名のヒントを得た。
アイスケンシュタイン
声 - 室園丈裕
シャドーがダークモンスター製造装置でアイスレイクの氷から作り出したダークモンスター。巨体と怪力を誇り、氷でできた体は高い再生力を持つ。風貌はシャドーも「醜い」と恐れるほどの強面。しろボンたちへの刺客としてシャドーによって送り込まれるが、しろボンたちを襲撃した際に背中に木の枝が刺さり逃走。苦しんでいるところに出会ったあかボンが枝を抜いてくれたため、あかボンと仲良くなる。その後、しろボンたちと再会して襲われそうになるがあかボンの説得で和解し、彼らの治療を受けつつあかボンから優しさを教わり、楽しい日々を過ごす。
しかし、シャドーによってダークモンスター製造装置で大量のダークエネルギーを注ぎ込まれ、再びしろボンたちに襲いかかる。だが、しろボンたちとの思い出を忘れられず、正気に戻るもシャドーの作り出した炎のダークモンスターに襲われるしろボンたちを助けるべく立ち向かう。どうにかダークモンスターを倒すことに成功するも、その時に浴びた炎の熱に耐え切れず、自分の友達になってくれたしろボンたちに感謝しつつ溶けていった。最終回では霊体となって、ゆうれいボン・プロフェッサーボンと共に最終決戦を見届けた。
炎のダークモンスター
声 - 掛川裕彦
シャドーがしろボンたちに追い詰められた際、切り札としてマッチの火から作り出したダークモンスター。体が炎でできており、口から火炎を放つ。戦闘能力はアイスケンシュタインほど高くはない。しろボンたちを倒そうとするが、アイスケンシュタインに阻まれる。最期はアイスケンシュタインと組み合いになり、自身の熱でアイスレイクの氷を溶かして水の中に落ち、消滅する。
ダークビーダ兵士
漫画版のみ登場。ダークビーダの一般兵で、帽子とマントを着用している。

##### ダークビーダの関係者
モミテボン
声 - 子安武人
楽な生活をしたいがためにいつもダークビーダの味方をするビーダマン。しかし、ダークビーダからはぞんざいな扱いを受けており、しろボンたちなどの周囲のビーダマンからも軽く見られているなど善悪問わず嫌われている。そのため不満もあり、予言の書の内容を盗み聞きした際には自分が勇士になってダークビーダを倒し（しかし、イメージ図で他の四天王は倒しているにもかかわらず、シュリンゲにのみこれまで同様媚びへつらっていた）、ビーダシティの救世主になろうとした。ピンクボンに取り入り、リッチボン家の財産を盗んで豪勢な生活を送ろうと画策したこともある。
卑怯な性格の上に度の過ぎたお調子者で、強そうな相手にただひたすら媚びへつらう。その名の通りいつも揉み手。そして閉じている目はつぶらな瞳である。一人称は「私（わたくし）」および「モミー」（44話では「オイラ」）で、語尾に「〜ヨ〜ン」が付く。また、美女に弱く高所恐怖症である。ダークアーマーの操縦は不得手で、シュリンゲの作戦で初めてモミテアーマーを操縦させられた際には「無茶な作戦」と述べていた。
一度だけグレイボンの廃棄したガラクタ類から偶然生まれた遠隔操作型メカ「ハイパーモミテンション」を使ってしろボンらを苦しめたが、メカはシルドークに一発で破壊された。一応悪役だが、ビーダマはダークビーダのように赤黒く濁ってはおらず、通常のビーダマンたちと同じ色をしている（Dr.シャドーも同様）。1秒間50サイクルの「ウルトラハイスピードもみ手」と1秒間80サイクルの「超ウルトラハイスピードもみ手」という技を持っている。ダークビーダ壊滅後は改心したと主張するも、楽して豪勢な生活を送ることは諦めないと言い、間一髪で離脱し去っていった（その際きいろボンは「ああいう奴がいるからビーダシティは面白い」と発言し、彼を見逃している）。また、彼はダークビーダに媚びを売り続けた自分は特別扱いされると思い込んでいる。
『Bビーダマン爆外伝V』では9話のヘレーナボンの回想にて、ネース国を訪れた客として彼と酷似した外見のビーダマンが登場している。また、そのゲーム版である『ファイナルメガチューン』では2周目の隠しシナリオでゲスト登場。『V』にて自分の出番がなかったことを気にしており、しろボンたちを倒して主役の座を奪おうとする。
漫画版では彼によく似たダークコビックなるダークビーダが登場している。ダークキザックの部下で、いつも彼に追従する言動をしている。
タンゴ
声 - 笹本優子
シュリンゲのペットである黒いネコロン。気まぐれな性格で、シュリンゲにしか懐かない。シュリンゲの手足として様々な工作をする。
漫画版ではテレビ版でのモミテボンの役回りも担っており、翼朱雀とシュリンゲ型アーマーを操縦してシュリンゲの作戦をサポートしている。また、シュリンゲに荒っぽく扱われることも。
Dr.シャドー（茶色ボン教授）
声 - 掛川裕彦
かつてグレイボンと共に、ビーダアーマーの研究開発に携わっていた科学者。四天王のアーマーとダークプリンスの銀戎瑠を始めとするダークアーマーの開発者でもある。眼鏡をかけている。昔はグレイボンとは互いを「シャドリン」「グレリン」とニックネームで呼び合い、周囲から呆れられるほどの親友だったが、自分の発明に絶対的な自信を持っていたがゆえに師であるプロフェッサーボンが自分の丹精込めた研究成果よりもグレイボンのふざけた発明しか目を向けなかったため（しかし、グレイボンのそれらの発明は明らかにシャドーのものより高性能であった）、彼を見返して自分の技術の素晴らしさを証明するためにダーク皇帝の誘いに乗り、ダークビーダに付いた。グレイボンと再会した際も親友の振りをしてアーマーの情報収集をし、ダークプリンスが現れた際に本性を現した。
しかし、終盤では皇帝がダークプリンスでさえも捨て駒と見なしていた事実を知り、四天王も同様であることを感じて化学者としてのプライドだけでは着いて行けなくなっていた。
ダークプリンスの側近として彼の機嫌を取ろうとする態度を振舞うこともあれば、自ら前線に出て作戦を遂行することもある。グレイボンと敵対していた時も昔の癖は抜けておらず、会う度にあだ名で呼び合ったり、新年の挨拶をするなど仲の良さを見せた。しろボンにも何度かシャドリンと呼ばれたがこれに関しては嫌らしい。ダーク皇帝打倒後は彼に唆されたとはいえ、自分の未熟さに気付き、これまでの罪を償うため自害しようとするが、グレイボンに諭されかつての親友に戻り、くろボンにもジャックの件を謝罪した。
漫画版ではダークプリンスへの忠誠心は変わらなかったが、四天王に対しては高圧的な態度で接する。こちらは終始ダークビーダ側に付いていた。

### 登場メカ（ビーダシティ編）
ビーダシティ編の世界では、永年続いた平和により軍隊は解体され、かつて生産されたボンバーファイターもほとんど現存していない。その代わり劇中では、ボンバーファイターの発展型であるビーダアーマーが登場する。
ボンバーファイターにはないビーダアーマーの特徴として、ライドモード（移動形態）とアーマーモード（戦闘形態）の2形態に変形する点が挙げられるが、それ以上に特筆すべきはビーダカプセルの存在である。
このカプセルはコクピットとしてアーマーの頭部に合体しており、非常時には脱出装置として機能、操縦者の安全を確保する。また、カプセルそのものは単体で治療装置として使用でき、ビーダマンのビーダエネルギーを回復させることも可能である（しろボンの回復によく使っていた）。ホワイトゲイルとフレアードラゴンはグレイボンのオリジナルでブルースナイパー・レッドバスター・イエローシューターの三体はそれぞれチューニングされたグレイボンオリジナルの量産機。ホワイトブロス・ブルーブレイバー・イエロークラッシャーはプロフェッサーボンの残した合体アーマーの設計図を基にしており、ブラックガトリンガーを始めとするくろボンのビーダアーマーを開発したのはプロフェッサーボンである。また、グレイボンの開発した三体の後期型アーマーとブラックデバスターはセイントドラゴンへの合体を前提に設計されている。
敵に悪用されるのを防ぐために決められたパイロットしか操縦できないシステムが組み込まれているため、たとえ味方同士でも借りて操縦することはできない。
劇中では、ダークビーダとの戦闘目的以外にも、災害救助や移動の足として出動したこともある。

#### ビーダマン（登場メカ）
ホワイトゲイル
連射能力に優れたしろボンの初代アーマーにして、グレイボン博士が開発した最初のビーダアーマー。3話から登場。主砲は「ビーダカノン」。初期の機体の中では唯一飛行能力を備え、フライトモードにも変形可能。
11話でドラーケンの鋼蒼竜が発射したメタルビーダマに撃ち負けて中破し、同時にしろボンは重傷を負った。
漫画版では元来戦闘用に作られたものではなかったが、しろボンのメイルスーツのパワーに反応してアーマーモードに変形可能となった。必殺技は鳥の形状をしたビーダマを発射する「爆烈テンペスト（ボルケニックテンペスト）」、相手のビーダマをかわしながらビーダマを発射する「クロスカウンターショット」。パイロット以外の人物も操縦可能で、あおボンがダークキザック一味に攫われたルイルイを追いかけたり、ドラーケンと戦うしろボンの下にホワイトゲイルを届けるために搭乗したことがある。漫画版でのしろボンの愛機はいずれも頭部ツインカメラに瞳が描写されており、しろボンの心情に合わせて変化する。
カラーリングおよびスタイルは『爆外伝II』の風の魔神にインスパイアされている。
ホワイトゲイルII（ツー）
しろボンの2代目アーマー。12話から登場。ドラーケンの鋼蒼竜との戦いで中破したホワイトゲイルを修復・強化した機体。空中での戦闘能力と攻撃力が強化されている。主砲は、鋼蒼龍の解析によりメタルビーダマを連続で発射できるようになった「メタルビーダカノン」。その威力は鋼蒼竜の胸部を一撃で打ち抜き破壊するほどである。フライトモードへの変形機構もホワイトゲイルから引き継がれている。
出動回数は少なく、第12・17・20話の計3回。最期はあおボンたちと他の3機が閉じ込められたビーダエクスプレスを正面から飛行の推力で押し戻して止めようとしたが、力及ばずビーダエクスプレスと共に崖へ衝突し、大破。
漫画版ではビーダエネルギーを集中させた拳での強烈なパンチで相手を貫く裏技・「ビーダバクダンパンチ」、ライドモードで高速疾走する「ライドモードスーパーダッシュ」も使用可能。翼朱雀との戦いで勝利したものの大破し、その後ホワイトブロスへと修理・強化される。
テレビシリーズでは白と青を基調としたカラーリングだが、玩具では青い部分が水色になっている。また、玩具版は背面のウイングが連射モードで固定されている他、メタルビーダカノンの機構がテレビシリーズのそれとは若干異なる。
ホワイトブロス
しろボンの3代目アーマーにして、グレイボン博士がプロフェッサーボン博士の設計図を元に開発したビーダアーマーの一体。「ヘビービーダアーマー」とも呼称される。別名通りの巨体が特徴。登場は21話から。ホワイトゲイルIIよりもマッシブな外観となり、ヘルメットなどにドラゴンの意匠が取り入れられた。これまでのダークビーダとの戦闘データを集積し、ホワイトゲイルIIよりも運動能力や連射能力などの全体の性能がさらに上昇しており、シールドの強化によって翼朱雀のヘキサメタルショットの直撃にも耐え抜くほどの強度を得ている。主砲はビーダマルチプライヤーによりメタルビーダマを凌ぐ高密度ビーダマを発射できる「ブロスカノン」。第33話でダークジコロとダークバアヤがジュニボン（声 - 間宮くるみ）を唆してコントローラーを右足に取り付けられ、ダークバアヤの遠隔操作で意のままに操られたことがあった。
玩具版では、ヘルメット部分のシールに「WHITE GALE 3」と書かれている。
ブルースナイパー
あおボンの初代アーマーで、狙撃型ビーダアーマー。6話から登場したが、ティーゲル編では決着の回まで出動の機会が無かった。長距離精密攻撃に特化されており、照準をつけるスコープ・クロスゲージは標的の内部を透視するXレイセンサーとしても機能する。主砲は「ポインティングショット」。ブルースナイパーとイエローシューター、レッドバスターは本体ボディ部を共通化しつつもビーダカプセルおよび後頭部パーツ、ボディ部ホールドパーツ、カラーリングは異なる。元々は大金が隠されていると思われたグレイボンの家宝のダビデボン像を破壊する目的で作られた（実際に入っていたのは金の音がする鈴だけ）。
ダークグンシの策略により、ビーダエクスプレスの貨車から脱出できないように固定されてしまい、列車と道連れで崖へ衝突し大破。
漫画版ではレッドバスター・イエローシューター共々登場していない。
ブルーブレイバー
あおボンの2代目アーマーにして、グレイボン博士がプロフェッサーボン博士の設計図を元に開発したビーダアーマーの一体。23話から登場。索敵・電子戦用。空陸両用。頭部に通信アンテナ、頭部前方にXレイセンサー・プログレススコープを装備し、長距離精密射撃の能力がさらに向上している。主砲は「ブレイブカノン」。イエロークラッシャーとは、頭部飾り・肩アーマーのパーツ・頭部前方のパーツを除いてフォルムが共通化されている。
レッドバスター
あかボンの初代アーマーで、砲撃戦型ビーダアーマー。登場は11話からだが、以降は破壊されるまで出動の機会は無く、実質的な戦闘は11話のみ。主砲は2発のビーダマを同時発射する「ダブルビーダカノン」。
ブルースナイパー同様にビーダエクスプレスと道連れで破壊された。
フレアードラゴン
あかボン2代目アーマーで、支援用ドラゴン型ビーダアーマー。45話から登場。あまり戦闘には向いていないが主に機体の輸送を目的としており、ライドモード時は背中に2台のアーマーを搭載できる。また、頭部竜顎から発射するビーダマカノンの他、設定上では胴体カーゴデッキに収納されているビーダマ臼砲により、ビーダマを投石器のように発射することも可能。両翼・「ドラゴンウイング」を持ち、機体左右のビーダフィールド発生器からは飛行揚力やバリアを発生させる。
あかボンいわく、「女の子向きじゃない可愛くない機体」ということらしい。
漫画版ではあかボンの癒しの力を背部から放出する「リバーススパーク」によってダークエネルギーの影響を受けた物を解放することが可能。
玩具版は『パロD英雄伝』の「神聖ドラゴン」の金型流用製品であった。
ゲーム版での名称は『フレアドラゴン』。
イエローシューター
きいろボンの初代アーマーで、パワー型ビーダアーマー。12話から登場。レッドバスターと同時期に開発されていたが、チューニングに手間取り、レッドバスターよりも後に完成した（それまで存在を隠していたため、疎外感を抱いたきいろボンがダークビーダに付け込まれる原因になった）。主砲は特殊ホルダーにより高速ドライブを加えてビーダマを発射する「ドライブショット」。グレイボン博士によれば、その威力はホワイトゲイルのビーダカノンを上回るという。
ホワイトゲイルが破壊されてピンチに陥った状況の中、ドラーケンとの一戦で初陣を飾った機体。奮闘するも、頭部と左腕、右足を破壊されて戦闘不能にされた。その後は修復され、きいろボンがリッチボンの財産目当てでくろボンに変装してピンクボンを救出しようとした際には、黒を基調としたカラーリングに塗り替えられたことも（なお、ティーゲルは偽装の黒塗りが部分的に剥がれるまできいろボンの変装に気付かなかった）。
ブルースナイパー・レッドバスター同様にビーダエクスプレスと道連れで破壊された。
イエロークラッシャー
きいろボンの2代目アーマーにして、グレイボン博士がプロフェッサーボン博士の設計図を元に開発したビーダアーマーの一体。空陸両用。22話から登場。前回の事件を踏まえ、あおボンのブルーブレイバーよりも先に製作された。頭部の前に「ショックウェーブシステム」と呼ばれるシャレダースピーカーが付いており、このスピーカー（コクピットのマイクと連動している）からダジャレを発することにより、ビーダマに衝撃波を纏わせて特殊な回転をかけることができる（ダジャレである必要は無いが、きいろボンの性格上ついダジャレを発してしまう）。主砲は「クラッシャーカノン」。設定画には「フォルムがタヌキのチ○チ○みたいやなぁ」と注釈されている。
スピーカーは単体でも十分効果があり、シュリンゲはこのスピーカーから出る小噺がトラウマになった。ただし、シルドークには「面白いではないか」と受けていたが、効果は無かった。
漫画版では衝撃波を纏ったビーダマは相手がかわしても衝撃で動きが鈍るほどの威力を持つ他、他の機体の発射するビーダマに衝撃波を纏わせて威力を二倍にすることが可能。
ブラックガトリンガー
くろボンの初代アーマーにして、プロフェッサーボン博士が開発したビーダアーマーの一体。4話から登場。形状は左右非対称で、そのシルエットは前作のボンバーボンバーに近い。旧式ながら高い機動性を誇る。主砲はガトリング機構を使ったビーダマ連射「ガトリングショット」。ビーダアーマー開発以前の旧型アーマーのため、ビーダカプセルは搭載されていない。
ドラーケンの2度目の襲来の際、イエローシューターと共に善戦したが、鋼蒼龍の胸部ギミックでガトリング砲を破壊されてしまい、大破した。
漫画版ではくろボンと共に成長してきた超AIを搭載しており、そのAIはドラーケン戦でガトリンガーが破損後、ブラッククラスターに移植された。
玩具版は『爆外伝I』のガトリングアーマーの金型流用製品。
ブラッククラスター
くろボンの2代目アーマーにして、プロフェッサーボン博士が開発したビーダアーマーの一体。足裏からのジェット噴射で飛行可能な空陸両用。19話で初登場し、中盤で活躍。ブラックガトリンガーを上回る機動性と高速連射「クラスターカノン（漫画版では「クラスターショット」）」が特徴の機体。また、くろボンのアーマーで初めてビーダカプセルが搭載された機体でもある。ビーダマによる攻撃以外にも素早い拳の連続殴打が可能。ダークプリンスの銀戎瑠のエビルショットによって、一撃で破壊された。
漫画版ではガトリンガーに搭載されていた超AIが移植されている。鎧玄武に破壊されるが、応急修理の上ダークネスドラゴンの一撃を集中連射で弾き飛ばした後、帰還。その後、放棄された模様。
ブラックデバスター
くろボンの3代目アーマーにして、プロフェッサーボン博士が開発したビーダアーマーの一体。ホワイトブロスと同様、「ヘビービーダアーマー」とも呼称され、他の機体より一回り大きいのが特徴。37話から登場。主砲「デバスターカノン」は胴体部の上下にビーダマ発射口があり、同時発射や上下の連続発射、二つの目標を同時に狙うこともできる。防御時は翼部分をシールドとして使うことも可能。巨体の割に相当なスピードも持ち、初登場時には銕白虎と翼朱雀を圧倒した。その後も銀戎瑠と互角のスピードながら、それを上回るパワーで優勢に戦ったが、ブリザードエビルの前には歯が立たなかった。
デバスターヒリュウと呼ばれる飛行形態へも変形可能で、ビーダアーマーの中で最も高い機動性を発揮するが、漫画版にてシルエットが登場したのみに留まっている。
漫画版では翼から嵐を発生させる「デバスターストーム」という技を持つ。
カラーリングおよびスタイルは『爆外伝II』の闇のアーマーにインスパイアされている。
セイントブラスター
ホワイトブロスが上半身、ブルーブレイバーとイエロークラッシャーがそれぞれ両足となり合体した機体。腹部と両足から同時にビーダマを発射することが可能。技名は「ブラスターカノン」。銀戎瑠とクラヤミの合体アーマーであるブリザードエビルと互角のスピードとパワーを持つ。
合体命令のスイッチを3人全員が完全に同じタイミングで押さない限り合体は成功しない（漫画版ではパイロット全員の気持ちが一つになった時にコクピットのフロントパネルが発光し、初めて合体可能となる）というハードルの高い合体であり、グレイボン博士が行った練習では一度も成功せず、3人は本番で追い詰められた状況となるが、くろボンを誘き寄せるために人質としてDr.シャドーに捕らわれたあかボンを助けようとした際に息が合うようになり、見事にクリアした。合体時の操縦系統については劇中では説明されていないが、第46話ではきいろボン（およびあおボン）が脚部の操縦を担当しているともとれる描写がある。合体が解除されるほどのダメージを受けた場合、個別の機体への復元が優先される模様。
スタイルは『爆外伝II』の炎の魔神にインスパイアされている。
セイントドラゴン
ホワイトブロスが首から頭部、ブラックデバスターが胴体、ブルーブレイバーとイエロークラッシャーがそれぞれ両足となって合体した巨大なドラゴン型ビーダアーマー。最終回のみの登場で、本作品でのビーダアーマーの最終形態である。合体した後はプラネットエネルギーを必要とするため、プラネットエネルギーの制御装置が全員のアーマーに装備されていたが、それを惑星から取り出す装置が見当たらなかったため、当初は合体できなかった。搭乗員全員のコックピット部分が外から見えるというのが特徴。必殺技は全発射口からビーダマを一斉に発射する「セイントファイアーボレイ」。
漫画版では合体時に放つ光エネルギーによってブリザードドラゴンをダーク皇帝の支配から解放している。ダーク皇帝の猛攻に苦戦するも、しろボンたちを応援するあかボンたちを始めとするビーダシティ中の生命体から放たれた真のビーダエネルギーが変化した癒しの光を纏い、ブリザードドラゴン共々ダメージを回復。その光を放ってダーク城を消滅させた。
以下はテレビシリーズ未登場のメカである。いずれも『爆外伝I』のボンバーアーマーのリペイント商品。
ホワイトボンバーアーマー
しろボン専用のボンバーアーマー。
ブルーボンバーアーマー
あおボン専用ボンバーアーマー。

##### カプセルビークル
ビーダアーマー同様コクピットがビーダカプセルとなっている小型マシーン。いずれもテレビシリーズには未登場。
スカイセイバー
飛行機の形状をしたカプセルビークルの一種。しろボン機のホワイトときいろボン機のイエローの計二種類がある。
ロードファルコン
フォーミュラカー型地上用カプセルビークル。こちらはくろボン機のブラックとあおボン機のブルーの二種類。漫画版ではグレイボンの発明品として登場し、しろボンが運転したこともある。
スカイウイング
飛行機型カプセルビークル。ビーダアーマーの両肩に合体させることで飛行能力に長けた「ショルダーウイングモード」となる。しろボン機のホワイトとあおボン機のブルーの二種類。
ツインドリラー
機体左右に大型ドリルを装備した重戦車型カプセルビークル。ビーダアーマーの両腕や両足に装備して格闘能力を増した「ドリルハンドモード」や、高い走破性を誇る「ドリルフットモード」となる。くろボン機のブラックときいろボン機のイエローの計二種類。
ドリルウインガー
スカイウイングとツインドリラーが合体した陸空両用機。

#### ダークビーダ（登場メカ）
四天王のアーマーはそれぞれ四神を冠した名前が付けられている。操縦席は球状のコントロールスティックになっており、そこに気を送り込み機体を稼動させる。なお、動かすには強い気が必要で、ダークジコロが鎧玄武を動かそうとした際、思うようにいかなかった。しかし、ビーダマ発射用のエネルギーはパイロットの気とは別にダークエネルギーを充填する必要があり、エネルギー切れに陥ると移動や飛行は可能だがビーダマ発射が不可能になる。四天王のアーマーとダークプリンスの銀戎瑠、通常のダークビーダ戦闘機にはビーダアーマーに採用されているビーダカプセルの技術を応用したダークカプセルが搭載されており、プリンスは自らにエネルギーを充填したり、四天王のエネルギーを吸収したりしたこともあった。それ以外の機体はクラヤミとハイパーモミテンションを除き、操縦席のレバーで操作する。
鋼蒼竜（はがねそうりゅう）
ドラーケンのダークアーマー。必殺技は二連主砲の「デリンジャーカノン」からメタルビーダマを2発同時に発射する「ダークメタルショット」。ボディ側面の「パワーファング」を押さえることで締め撃ちも可能。竜頭のような腹部は開閉が可能であり、至近距離からの噛み付き武器「ドラゴンビーク」としても使用可能（ブラックガトリンガーのガトリング砲を壊したのがこの腹部）。両腕と頭部には格闘戦に使用される鋼鉄の鉤爪・「ブレイクロウ」と、高熱を発したり嵐を呼ぶことも可能な角・「ストリームフィン」をそれぞれ装備している。ホワイトゲイルIIのメタルビーダカノンの一撃で大破した。後にDr.シャドーによって新しく作り直された。
漫画版ではダークメタルビーダマを当てた相手を洗脳・暴走させる能力も持つ。激闘の末、ブラックガトリンガーの支援を受けたホワイトゲイルに敗れる。
銕白虎（くろがねびゃっこ）
ティーゲルのダークアーマー。虎の頭に似た腹部の「タイガーバイト」から大型のサイズの「メタルビーダマ・プライマリ」を、頭部からは通常のサイズの「メタルビーダマ・セカンダリ」をそれぞれ発射する「ダークメタルカノン」が必殺技。肩部のフック・「バリカットクロウ」は相手を切り刻む「バリカキ攻撃（バリカキこうげき）」を行うことも可能。純粋な攻撃力は四天王の機体の中では鎧玄武に次ぐ。しろボンたちの初期のビーダアーマーをビーダエクスプレスもろとも破壊する作戦で、ホワイトゲイルIIのために用意した罠にかかり（ティーゲル抜きで作戦を進めたダークグンシが罠の場所を教えていなかった）、一緒に大破した。後にDr.シャドーによって、他の四天王の機体と同様に新しく作り直された。シャドー自身が「デザインは前のままですがパワーアップしてます」と言った通り、ティーゲルがどれだけ暴れても、かつてのようにエネルギー切れになることは無かった。
漫画版ではタイガーバイトから放つ必殺技・「ハイパーダークメタルビーダカノン」やバリカットクロウを飛ばす能力もあったが、ブラッククラスターの機動力に手も足も出ず敗れる。
翼朱雀（つばさすざく）
シュリンゲのダークアーマー。その名の通り巨大な翼・「ピーコックウイング」を持ち、鳥型のフライトモード（玩具ではライドモード）・「フライト翼朱雀（フライトつばさすざく）」に変形する。頭部の小型メタルビーダマ「ピーコックカノン」、腹部のメタルビーダマ「ダークビーダカノン」、両肩4箇所に攪乱用BB弾「ショルダーバルカン」の計6か所の発射口を持つ。必殺技は、それら6箇所から同時発射する「ヘキサメタルショット」。ピーコックウイングが弱点であり、そこを破壊されると機動力が落ちる。クィーン島の作戦で、ホワイトブロス・ブルーブレイバー・イエロークラッシャー・ブラッククラスターの攻撃を受けて飛行できなくなり、最後は火山に落下して大破した。後にDr.シャドーによって、他の四天王の機体と同様に新しく作り直された。
漫画版では操縦席のレバーで操縦できるようになっており、タンゴが操縦したこともある。ホワイトゲイルIIを大破させるものの、ブルーブレイバー・イエローシューターの援護で動けなくなり、ゲイルIIに敗れる。
鎧玄武（よろいげんぶ）
シルドークのダークアーマー。頑強な装甲を持ち、亀型のライドモード・「サブマリン鎧玄武（サブマリンよろいげんぶ）」に変形する。頭部から通常のビーダマの10万倍の威力を誇る巨大なメタルビーダマ「メガメタルカノン」（玩具では金属製のビーダカプセル自体）を発射できる。また、腹部からは通常のメタルビーダマを発射することも可能。海底遺跡ではダークジコロに「ノロマの亀」と怒鳴られたことで勝手に起動、機体を回転させながら突進し遺跡内を破壊した。操縦者であるシルドークがプラネットエネルギーの鎧を纏ってパワーアップした際、機体も赤い光に包まれてメガメタルカノンの威力が上がり、ダーク皇帝すら圧倒した。だが、ダークプリンスの銀戎瑠に両断されて大破した。後にDr.シャドーによって、他の四天王の機体と同様に新しく作り直された。
漫画版ではメガメタルカノンは腹部から発射しており、頭部の機構は使わない。ただしその威力は丘一つを根こそぎ消し飛ばすほどで、ブラッククラスターをたやすく大破させた。またライドモードのまま回転し強襲することで敵の一切の攻撃を弾きつつ薙ぎ倒す技も披露、新鋭機ホワイトブロス含む3機を中破させた。さらに鋼蒼竜・銕白虎・翼朱雀を復活させる能力まであり、単機でダークネスドラゴンを完成させたが、セイントブラスターにより鎧玄武がダメージを負い、体勢を立て直そうと撤収したところを、待ちかまえていたダークプリンスに撃墜される。
ダークネスドラゴン
鋼蒼竜が頭部、銕白虎が胴体前部、翼朱雀が胴体後部、鎧玄武が胴体中央部となって合体したドラゴン型ダークアーマー。終盤において四天王がジャックを連れ去る際に使用され、額からの光線でジャックを内部に捕らえた。後に最終決戦でセイントブラスターと対峙。シャドー自身「我が究極の合体アーマー」と豪語している。必殺技は全発射口から全方位に向けてメタルビーダマを放つ「ダークネスボレイ」。セイントブラスターのブラスターカノンの直撃にもびくともせず、その圧倒的な戦闘力でしろボンたちを苦しめ、止めを刺そうとするも、お互い仲が悪く我の強い四天王が誰かが止めを刺すかで仲違いし始め、業を煮やしたダーク皇帝にブリザードドラゴン共々取り込まれる。
漫画版ではシルドークがほとんど一人で操縦・制御していた。シルドークは、四天王のアーマーは元々この一体であったのを、その力を危惧したダーク皇帝が四機に分けたものだと語っている。圧倒的な火力と攻撃範囲でビーダシティを壊滅寸前に追い込むが、セイントブラスターによって中枢の鎧玄武と連結していた銕白虎の発射口を撃ち抜かれて中枢が破損。それでも航行・退却するだけの余力はあった（セイントブラスターはここで力尽き追撃できなかった）が、直後に待ちかまえていたダークプリンスによって破壊されてしまった。
最初（鋼蒼竜が発売された時点）から四体合体の設定があったわけではないようで、玩具でもこの形態を再現することはできるが、前述の鋼蒼竜が変形した頭部・首のスタイルは、テレビシリーズで描かれた姿などとはかなりかけ離れたものとなっている（銕白虎以降は「秘密のジョイント」など合体に関する記述が明記されている）。
銀戎瑠（しろがねえびる）
ダークプリンスのダークアーマー。開発者のDr.シャドーいわく「我が最高傑作」で、グレイボン博士いわく「スピード・パワー・ビーダマの破壊力、全てにおいて現代の科学レベルを超えている」とのこと。冷気を帯びた装甲を持ち、肩・手・足に付いた刃でナイフのように敵を切り裂くことができる。必殺技は相手を瞬時に凍らせて粉砕する冷凍弾を発射する「エビルショット」。初登場時には、パワーアップしたシルドークの操る鎧玄武を一撃で両断した。ビーダキャニオンに登場した時にはしろボンのホワイトブロスを一撃で操作不能にし、救援に駆けつけたくろボンのブラッククラスターを腹部から放つエビルショットの一撃で破壊した。パワーはティーゲルとシュリンゲが仲違いを起こして作戦を失敗させた（プリンスいわくゲームオーバー）際には銕白虎と翼朱雀を両手で持ち上げて飛行できるほどで、装甲はブルーブレイバーやイエロークラッシャーのビーダマの同時射撃を受けても、全くダメージを受けなかった。しかし、ブラックデバスターと初めて対峙した時は勝負は互角だったものの力負けしている。
漫画版ではダークエネルギーが込められた冷凍弾を発射し、相手を攻撃すると同時に人質にもしていた。冷凍弾で凍ったものはリバーススパークを使わなければ解凍不可能。
クラヤミ
人工知能を搭載した無人型のダークアーマーで、銀戎瑠のサポート用機体。「ヘビーダークアーマー」の別名通りの巨体が特徴。ビーダマなどは発射しないが、ブラックデバスターのデバスターカノンを受けてもダメージを受けず、最後は避けてみせた。頭部と左腕に鋭い刃物が装備されており、岩山をも一撃で砕く「16ダークモンキック（じゅうろくダークモンキック）」は強力の一言。空間に穴を開けて姿を現すことも可能。ダークプリンスいわく「ただの操り人形」。
ブリザードエビル
銀戎瑠とクラヤミが合体した巨大人型アーマー。驚異的なパワーと巨体に見合わぬ俊敏な動作を誇る。初登場時には、くろボンのブラックデバスターを圧倒した。セイントブラスターとほぼ互角の戦闘能力を持つ。プリンスがダークカプセルでエネルギーを充填させた際には電撃を放ったこともある。必殺技は「ブリザードカノン」。
漫画版ではビーダカノンから無数の氷柱を発射する「ブリザードニードル」という技を持つ。
ブリザードドラゴン
銀戎瑠とクラヤミのもう一つの合体形態であるドラゴン型ダークアーマー。ダークネスドラゴンとは異なり、こちらはコックピットが見える状態になる。相手に胴体を巻きつけて締め上げる戦法を得意とし、必殺技はブリザードエビルと同様に「ブリザードカノン」。一度はセイントブラスターに背部を引き千切られて戦闘不能となったが、最終決戦時に復活し、ダーク皇帝の操り人形にされたジャックが乗り込んでブラックデバスターと対峙した。テレビシリーズでは直後にダークネスドラゴン共々ダーク皇帝に乗っ取られ、赤黒い双頭の邪龍となった。
漫画版ではこちらが「エビルの真の姿」と表記されているが、登場直後にダーク皇帝の力で黒い龍に変質。元の姿に戻したジャックをコクピット内から発生した触手で捕らえて人質にし、暴れ回った。セイントドラゴンのエネルギーにより、ジャック共々皇帝の支配から解放され、同時にしろボンたちの味方になる。
イバリアーマー
ダークイバリのダークアーマー。搭乗者同様保安官風のデザインをしている。ダークアーマーとしての能力は低いものの、腹部にダークビーダカノンを、右肩に網を仕込んだ弾丸を発射するキャノン砲をそれぞれ搭載している。また、ダークビーダカノンと左肩に巨大バズーカ砲・ダークバズーカを装備したり、「カメレロンモード」によって透明化することが可能で、透明化した状態ではブルースナイパーのセンサーにも映らない。この他にもボタン操作でダークバズーカ付近の相手の頭上にタライを落とす「お仕置きスペシャル」という機能を持つ。ピポの住む森で多数のビーダロンたちやあかボンを捕らえ、さらにホワイトゲイルとブルースナイパーを苦戦させるがくろボンには通じず、ブラックガトリンガーの加勢により居場所を暴かれて透明化を解く。最後の手段としてビーダエネルギーの補充を終えたダークバズーカを装備して発射しようとするが、モミテボンから檻の鍵を奪って檻から脱出したあかボンとビーダロンたちがバズーカの発射口に石を詰めていたため、暴発・自滅した。
ダークボンバーアーマー
ドラーケンに操られたきいろボンが搭乗したダークアーマー。腹部にビーダカノンを装備し、機動力と格闘能力に優れる。ビーダシティを襲おうと出撃し、ホワイトゲイルとの戦闘の際にダークカプセルを展開してきいろボンの姿をしろボンに見せ、攻撃を躊躇させて苦しめる。しかし、レッドバスターとブルースナイパーに足を攻撃されて転倒し、ホワイトゲイルの攻撃できいろボンを弾き出されたことによって機能停止した。
デザインは『爆外伝I』のボンバーアーマーの頭部デザインを変更したもの。
モミテアーマー
モミテボンのダークアーマー。腹部にビーダカノンを装備しているが、ビーダーアーマーとして最低限の機能しか搭載していないため、戦闘力は低い。モミテボンは防御時に「モミテバリヤー」と発声する。モミテボンがシュリンゲの作戦において必要な時に度々操縦している。一度はパープルを拉致してわざとしろボンたちに救出させ、パープルを信用させる目的でシュリンゲが行った作戦においてホワイトブロスとブラッククラスターに破壊されている。後に修復され、パープルに変装したシュリンゲがグレイボンからビーダアーマーの秘密を聞き出そうとした際、グレイボンをさらうと共にパープルを回収するための最終手段として出撃。グレイボンとパープルを捕らえるがくろボンによって救出され、ブラッククラスターに破壊された。
ノストラアーマー
ダークノストラのダークアーマー。ボディコン姿をしたダークビーダを思わせるデザインをしている。腹部にダークビーダカノンを装備し、そこから「ダークショット」を発射する。さらに、優れた機動力を生かした強力な格闘攻撃で相手を撹乱・牽制する。ダークノストラの策でしろボンがノイローゼに陥って出撃できなくなるや、ダーク皇帝の催促もあって出撃。そのスピードとダークブラッコのラジコンカーによる援護でブルーブレイバーとイエロークラッシャーを圧倒する。しかし、自分の災難がダークブラッコの工作であることを知ったしろボンがホワイトブロスで駆けつけて反撃される。ブルーブレイバーとイエロークラッシャーに動きを止められたところにホワイトブロスの攻撃を喰らい、ダークノストラが脱出したことにより機能停止する。グレイボンの指示でしろボンに回収されそうになるが、それを阻止しようとする鎧玄武のメガメタルカノンで破壊された。
ハイパーモミテンション
モミテボンがグレイボン研究所のガラクタ類をゴミ回収業者に化けて回収した際、ガラクタに落ちた落雷の影響で合体メカの核となるパーツの失敗作が偶然起動し、ガラクタを吸収・合体して誕生した遠隔操作型メカ。吸収されなかったリモコンでの操縦が可能。リモコン操作は思うようにいかず、モミテボン同様揉み手の動作をしたりとコミカルな動きを見せる。しかし、メタルビーダマ防御用に強化したシールドで構成された腕はパンチ一発でホワイトブロスを機能不全に陥らせるパワーとブレイブカノンをも弾き飛ばす防御力を持ち、体を回転させて強力な磁場を纏ったゴミを飛ばしたり、胴体と分離させた頭部を投げて攻撃することも可能。モミテボンは左腕でのパンチでブレイブカノンを弾き返した際、「ブレイブカノン返し（ブレイブカノンがえし）」と発声している。また、胸部からはきいろボンを模したダジャレを連発するロボット・メカきいろボン1号（声 - 真殿光昭）の上半身を展開してダジャレを発声する。
元がゴミだけにしろボンは当初相手をするのを渋っていたが、そのパワーに苦戦し取り逃がしてしまう。調子に乗ったモミテボンはビーダシティ征服を画策し、ビーダシティに現れて暴走。ブルーブレイバーとイエロークラッシャーをも戦闘不能に陥らせる。しかし、シルドークに「ダークビーダを自分の家来にする」という自身の悪口を聞かれてしまい、反撃しようとするも動作が間に合わず、鎧玄武のメガメタルカノンで破壊された。
ダークトアミ専用バイク
ダークトアミが搭乗するバイク。機体後部の大砲から網を発射してビーダロンを捕らえ、牽引している台車に付いた檻に閉じ込める。
ダークビーダ戦闘機
ダークビーダの量産型戦闘機。劇中ではDr.シャドーとダークジコロが使用。シャドーの搭乗機はレバーによる操縦を取るが、ジコロが搭乗した一般のダークビーダ用の機体は四天王のアーマーや銀戎瑠と同様、操縦席に埋められた球に気を送り込んで操縦する。シャドーはリモコンによる遠隔操作も行っていた。装備は両翼付け根のバルカン砲。
デザインは前出のスカイセイバーのデザインとカラーリングを一部変更したもの。
以下は漫画版オリジナルのメカである。
ダークキザックのダークアーマー
漫画版に登場したダークキザック専用のダークアーマー。シルクハットに手袋付きの両腕と両足を付けたような外観をしている。余りにもカッコ悪いためにしろボンたちには失笑されていた。ビーダマ発射機構を持たないが、両腕に装備した手袋を投げつける手袋パンチ、五本指の先から指輪型の弾丸を連射する高級指輪バルカン、胸部に装備した蝶ネクタイ型のカッターを飛ばす蝶タイ手裏剣など、多彩な武装を誇る。しろボンたちを苦戦させるが、最後はしろボンのメイルスーツのパワーに反応してアーマーモードに変形したホワイトゲイルに破壊された。
シュリンゲ型ダークアーマー
読み切り版に登場。シュリンゲを巨大化させたような外観の機体で、シュリンゲのペットのタンゴが操縦した。なぜか腹部のビーダマではなく、胸からビーダマを2発同時に発射する「おっぱいビーダマ」を駆使して戦う。弱点は頭部が大きすぎるゆえに後ろに倒れると自力で起き上がれなくなること。転倒したところにホワイトブロス・ブルーブレイバー・イエロークラッシャー・ブラッククラスターの一斉攻撃を受け、破壊された。

### 用語集（ビーダシティ編）
ビーダマン
現実世界の地球における人間に当たる生命体で、腹部にビーダマを持ったボンバーマンの姿をしている。ビーダマはそのビーダマンの心が反映されており、善の心を持つ者のビーダマは透明だが、邪悪な心に染まった者のビーダマは濁っている。また、ビーダマを飛ばすことで攻撃が可能。
ビーダロン
現実世界の地球における動物に当たる生物で、様々な種類が存在する。ビーダマン同様ビーダマを持つ。
ビーダエネルギー
ビーダマンやビーダロンの生命力の源であるエネルギー。これを大量に吸い取られると昏睡状態に陥り、吸い尽くされると死に至る。
ビーダアーマー
ビーダマンが搭乗する戦闘ロボット。中でもホワイトブロス・ブラックデバスターは「ヘビービーダアーマー」と呼称される。
ビーダシティ
太陽系ブルーソアラーの惑星ビーダアース（漫画版では『爆外伝III』同様「地球」と呼称）にあるしろボンたちが住んでいる都市。千年前のプラネットエンブレム編ではビーダ王国と呼ばれていた。
ダークビーダ
ダーク皇帝率いる邪悪な心を持った異次元の魔族たちの名称。ビーダシティを始め全宇宙の支配を目論んでいる。ダークビーダ本拠地のダーク城は異次元空間・ダーク空間に存在する。
漫画版では「ダークビーダ一族」とも呼称された。
ダークエネルギー
ダークビーダの力の源となるエネルギー。これによってビーダマンやビーダロンを洗脳・変異させて配下にしたり、物体を操ったりメカの動力源にすることが可能。ダークビーダはビーダマンやビーダロンから吸い取ったビーダエネルギーをダークエネルギーに変換する技術を持っており、これを主にメカの動力源に転用していた。また、ダークエネルギーの影響を受けたビーダマンやビーダロンは強い愛と正義の心を込めたビーダマを当てることで元に戻せる。
ビーストーン
惑星が持つエネルギー「プラネットエネルギー」が封印されている石。プラネットエネルギーを内側にため込む性質のある天然プラネットエネルギー回路とも言える石で、持つ者の意志によりその形を変える。モミテボンがシルドークに情報を教え、海底遺跡の中でしろボンたちとの争奪戦の末、シルドークが手に入れた。
プラネットエネルギーを開放するには強い思いが必要で、強く念じたシルドークは封印を解いてそのエネルギーを鎧として身に纏った。グレイボンいわく「プラネットエネルギーは持ち主に使いやすい形となってそのパワーを発揮する」とされる。プラネットエネルギーの鎧を装着したシルドークがダークプリンスに敗れると消滅した。
ビーダメイル
予言の書で予言された光の勇士たる5人のビーダマンが胸のビーダマにプラネットエンブレムが宿ったことで、心を通わす聖なるビーダロンと共鳴したことによって装着した伝説の鎧。惑星のプラネットエネルギーを引き出し、ビーダアーマーがセイントドラゴンに合体できるようになる。テレビシリーズでは最終回のみ、漫画版や玩具、カードゲームなどではかなり早い段階で登場している。
予言の書
ビーダの神のお告げと予言に従って老ビーダの先祖が書き上げた巻物、およびそれを基に老ビーダが書き上げた本。到来するであろう勇者の手に渡ることまで予言されており、ダーク皇帝と四天王の襲来が予言されていた。巻物の方はかつてプロフェッサーボンが研究資料として所持していたものの彼と共に行方不明となるが、ビーダ神社に保管されていたところをしろボンたちによって発見された。
惑星直列
全ての惑星が一直線に並ぶこと。ダーク皇帝はこの直前に現れ、惑星直列が近づくにつれてその力を増していく。
四大竜
ビーダシティに古くから伝わる言い伝えに登場する4匹の竜。セイント・フレアー・ブリザード・ダークネスの4体のドラゴン型のアーマーは、この伝説が元になっている。

## 伝説編（プラネットエンブレム編）

### 登場人物 （伝説編）

#### 反乱軍ネレイド
しろボン
声 - 桑島法子
ビーダ王国の王子。ゴールデンボン王の息子で、元気なお調子者である。ダークボン皇帝と化した父から、太陽系征服に協力するように迫られるが拒絶。反乱軍の一員として戦うことを決意した。地球のプラネットエンブレムをビーダマに持つ。機体はガイアボンバーファイター。最終局面の後はゴールデンボンの後を継ぎ、良き王として仲間たちの支援の下でビーダ王国を統治した。漫画版ではグレイボンの助手で、ゴールデンボンを「金ちゃん」と呼んでいた。食いしん坊であり、たこ焼きが好物。
『爆外伝III』ではゴールデンボンの従者と取れる記述があり、前期と後期で表情が異なっている（前期は当時のボンバーマン風の表情だったが、後期では本作品のみずいろボンに似た表情となっている）。
あかボン
声 - 佐久間レイ
強気な性格の女の子。反乱軍の一員で、グレイボンと共にしろボンを手助けした。火星のプラネットエンブレムをビーダマに持つ。機体はフレイムボンバーボンバー。
『爆外伝III』では火星大統領の娘として描かれており、みずいろボンと行動を共にしていた。また表情も本作品とは異なる独自のものになっている。
あおボン
声 - 小桜エツ子
ちょっと気弱な少年。グレイボンの孫（漫画版では息子）であり、メカニックを得意とする。しろボンとは友人同士である。天王星のプラネットエンブレムをビーダマに持つ。機体はフィルマボンバーファイター。
『爆外伝III』では前期と後期で表情が異なっており（前期は細い眉毛でいかにも気弱そうな表情だったが、後期では本作品と同じ表情になっている）、戦争が始まるまでは天王星で暮らしていた。漫画版とテレビシリーズでは、役割・表情こそ同じだが口調や性格が全く違う（漫画版では一人称が「おら」で語尾に「〜だべ」「〜だよ」などを付けた訛った口調だが、テレビシリーズではビーダシティ編や『V』と同様に、一人称が「ボク」で語尾に「〜です」を付けた丁寧語で喋る）。
きいろボン
声 - 真殿光昭
関西弁を喋る運び屋の青年。自称「さすらいのはぐれ狼」。金に目が無くケチだが、いざという時は男気を見せる。偶然しろボンとあかボンに出会ったことがきっかけで、反乱軍のメンバーとして戦うことになった。金星のプラネットエンブレムをビーダマに持つ。機体はスパークボンバーボンバー。
『爆外伝III』では反乱軍の秘密諜報員として描かれており、普段は宇宙定期便のドライバーとして情報収集を行っている。漫画版では完全な別人。
みどりボン
声 - 山口勝平
反乱軍木星ゲリラ部隊隊長。生真面目な性格で、緑のベレー帽を被っている。すでに帝国軍の勢力下に入った木星の森林に潜み、さまざまな工作活動を行っていた。木星に来たしろボンたちの案内役を務めた。木星のプラネットエンブレムをビーダマに持つ。機体はランバーボンバーファイター。
『爆外伝III』では瞳の色が異なっている（本作品では青だが、『爆外伝III』では黒）。漫画版では完全な別人。
みずいろボン
声 - 宮崎一成
水星の大富豪の御曹司。少々わがままな性格である。水星に来たしろボンたちからスカウトを受ける。しかし反乱軍を「ダサい仕事」と称して反乱軍への加入を断っていたが、みどりボンとあかボンの叱責もあって「ダイエットに丁度いい」と言いながら承諾した。水星のプラネットエンブレムをビーダマに持つ（ただし、本人はファッションセンスに合わないと不満を漏らしていた）。機体はアクアボンバーボンバー。
『爆外伝III』では水星大臣の息子として描かれており、帝国軍によって断絶された水星と火星の交流を、あかボンと共に再開させようとしていた。また、性格や表情も本作品とは異なる独自のものになっている。
こんボン
声 - 小杉十郎太
反乱軍司令官。温和な性格で、ビーダロンの研究を行う科学者でもある。その手には常にパイプを携えている。
『爆外伝III』では服装こそ他のビーダマンと同じものの、手にはパイプを携えている（漫画版では本作品と同じ服装を纏っている）。また、しろボンたちと同様にプラネットエンブレム（海王星の紋章）を持つ戦士として描かれた。
グレイボン博士
声 - 津久井教生
プラネットエネルギーの研究を行っているブルーソアラー太陽系一の科学者。そのため帝国軍によって拘束され、エネルギー理論の軍事利用を迫られていた。だが、帝国軍の一瞬の隙を突き、プラネットエネルギー回路の設計図を太陽系の各地に転送した。最終局面の後は無事に解放された。
『爆外伝III』ではコスモユニットの設計にも携わっている。
だいだいボン老師
声 - 長島雄一
武術・「ビーダ拳（ビーダけん）」の達人であり、しろボンの師匠。
『爆外伝III』では設定が大幅に異なっており、しろボンたちと同じくプラネットエンブレム（土星の紋章）を持つ戦士になっている。機体はソイルボンバーファイター。漫画版にも紋章の仲間の1人として登場するが一言のセリフもない。
以下はテレビシリーズ未登場のキャラクターである。
きみどりボン
反乱軍の新参兵。機体はタイトニングボンバーアタッカー。
むらさきボン
反乱軍の古参兵で、気のいい性格をしている。機体はバスターボンバーアタッカー。
ネレイド空軍兵
ボンバーファイターTYPE-90を操縦する兵士たち。飛行能力を備えていないノーマルタイプのTYPE-90にも、空軍兵が搭乗している。体色は全員ねずみ色をしており、手足の色はオレンジとなっている。
ネレイド空軍隊長
ネレイド空軍兵を束ねる指揮官。

ネレイド陸戦兵
基本的に機体に搭乗せず、地上に展開し自らのビービーダマで闘う陸戦歩兵部隊。体色は全員オリーブドラブ色をしている。

#### ノルアーク帝国
くろボン
声 - 関俊彦
帝国軍の親衛隊長を務めるエースパイロット。親衛隊を率いており、自身の力を高めるために常に強い相手と戦うことを渇望している。ただし、時折ダークボンの過激な思想に戸惑うことがあり、海王星での対決ではダークボンからのプラズマ爆弾投下命令を受けるも、海王星を破壊しようとまでは思っていなかったため躊躇していた。また、最終局面ではしろボンたちと同様に、プラネットエンブレム（冥王星の紋章）を持つ戦士だったことが明らかとなった。最終的にはしろボンの「戦争を終わらせるために戦っている」という想いに共感し、共闘する。ダークフォートレス撃破後は真の強さを求めて宇宙に旅立った。機体はボンバーファイターTYPE-90RX。最終局面ではハデスボンバーファイターに搭乗している。
『爆外伝III』では冥王星の名門にして代々星を守り続けるくろボン家（惑星直列に関する古文書を所有していた）の出身となっており、軍に入隊してわずか3年でエースパイロットになったことと、自身の機体に黒い塗装が施されていることから、「黒い三年生」の異名を持つ。また、親衛隊も配備されているTYPE-90RXのカラーリングから、「黒い三機神」と呼ばれている。
セレス
声 - 園部啓一
帝国軍のパイロットで、くろボンの部下の1人。ボンバーファイターによる機動戦を得意とする。
パラス
声 - 室園丈裕
帝国軍のパイロットで、くろボンの部下の1人。格闘戦が得意。
Dr.クラッシャー
声 - 西村朋紘
帝国軍の科学者。ダークフォートレスの制作に携わる。茶色のボディに白衣と眼鏡を着用しており、ビーダシティ編のDr.シャドーとよく似た特徴を持つ。
『爆外伝III』ではグレイボンの弟子であり、ボンバーファイターTYPE-99の開発に携わっている。
ゴールデンボン王 / ダークボン皇帝
声 - 玄田哲章
心優しき名君としてビーダ王国を統治していたゴールデンボン王だったが、何者かに体を支配されたことにより、紫のボディを持つ邪悪なダークボン皇帝へと変貌してしまった。帝国軍を率いて太陽系の惑星を次々と侵略、最終局面では自らダークフォートレスに搭乗し出撃した。ダークフォートレスがシャインボンバーフォートレスのスパイラルショットで撃破された際に浄化されてダークマザーから解放され、元のゴールデンボンに戻った。
『爆外伝III』でのゴールデンボンは最終局面の際、くろボンと同じくプラネットエンブレム（太陽の紋章）を持つ戦士だったことが明らかになった（ただし、ダークボン皇帝はこのことに気づいてはいなかった）。
ダークマザー
声 - 大友龍三郎
ゴールデンボンに憑依した謎の存在。憑依したビーダマンのビーダマに、目玉のような姿で浮き出てくる。その目的はダークフォートレスとプラネットエネルギーを利用し、惑星直列と同時に太陽系を消滅させることにあった。ダークフォートレスが撃破されると共に浄化されたゴールデンボンの体から離れ、「いずれ復讐を果たす」と宣言しつつ姿を消した。
『爆外伝III』の最終局面ではゴールデンボンの体から離れるものの、Dr.クラッシャーに再憑依している。また『爆外伝II』でも最後の敵として登場している。漫画版では生前に太陽系の各惑星を司る神に戦いを挑んで敗れ、封印された存在だったことが判明しており、自分自身の怨念に呪われ続けているとも語られている。また、後にビーダシティ編のダーク皇帝や、『Bビーダマン爆外伝V』のキングベーダーとも同一の存在であることが語られた（ただし、漫画版のダーク皇帝は『爆外伝II』や『爆外伝III』の時代よりはるか前から存在している）。
帝国兵士
声 - 酒井哲也
ノルアーク帝国の一般兵。バイザーの付いたヘルメットとショルダーサポーターを付けているのが特徴。武器としてマシンガンを装備。
以下はテレビシリーズ未登場のキャラクターである（反乱軍側とは異なり、キャラクターの対比図にシルエットと名称が記されていた）。
ボップ
帝国空軍の総司令官。ヘールやレディ・ベガと共に、「古参三将軍」と呼ばれている。ヘールとは兄で、ハロー大気圏空軍を率いる。狡猾でひねくれた性格の持ち主で、くろボンをライバル視する。『爆外伝III』では彗星を利用し、反乱軍本部の壊滅を企んだ。漫画版ではヘイル共々関西弁で喋る。
ヘール
帝国陸軍の元帥。弟のボップとは対照的に短気で乱暴な性格で、兄弟の中は悪い。『爆外伝III』ではボップと共に、海王星に彗星を衝突させようと画策するも、この時の失敗が原因でボップと不仲になった。
レディ・ベガ
帝国海軍の提督。三将軍では唯一の女性であり、紫のボディに赤い髪と、ビーダシティ編のパープルとよく似た特徴を持つ。美しいが卑劣な作戦を得意とし、冷酷でわがままな性格。美への執着が強く、くろボンに好意を抱いている。

#### 語り手
老ビーダ
声 - 緒方賢一
過去に起きた真実を知る老人。ビーダシティ編の老ビーダと同一人物である。

### 登場メカ（伝説編）

#### 反乱軍ネレイド（登場メカ）
XBF-88G ガイアボンバーファイター
しろボンが搭乗する白いボンバーファイター。TYPE-90の試作機をしろボン用にカスタムチューンした機体で、頭部以外のデザイン（形状）はほぼTYPE-90と同じである。プラネットエネルギー回路によってパイロットと同調、それにより高い操作性と機動力を発揮する（漫画版およびテレビシリーズではバイザー部がそのまましろボンの顔になるという演出がなされている）。ただし機体のダメージもパイロットにフィードバックされてしまうという欠点も持つ。
ガイアスカイバージョン（※）
ガイアにスカイユニットを装備した形態（ただし、頭部のみノーマルと変わらない）。これによりフィルマ同様、航空戦にも対応できるようになった。本作品では主にこの形態で活躍する。
『爆外伝III』では天王星の浮島から脱出する際に装備され、以降は惑星間航行の際に使用。また、右腕には接近戦用の剣が装備されている。
（※）ここではガイアコスモバージョンに倣い、便宜上このように表記する。
ガイアランドバージョン（※）
ガイアにランドユニットを装備した形態。これによりランバー同様、高速移動や強力なジャンプが可能になった。
他のバージョンとは異なり、テレビシリーズでは活躍は描かれなかったものの、『爆外伝III』では木星を訪れた際、ランバーと共に行動するために装備された。また、右腕に接近戦用のカギ爪が装備されている。
（※）ここではガイアコスモバージョンに倣い、便宜上このように表記する。
XBF-88GC ガイアコスモバージョン
ガイアに宇宙用のコスモユニットを装備した形態。ビーダエネルギーを利用した推進装置・ビーダマドライブユニットと、両手足の可変式スラスターにより、惑星間の長距離航行と高機動性を実現した。本作品では『爆外伝III』と同じく最終局面に登場し、くろボンが駆るハデスコスモバージョンと互角の戦いを展開する。

BF-90RF フィルマボンバーファイター
あおボンが搭乗する青いボンバーファイター。TYPE-90をベースにスカイユニットを装備しており、これにより空中戦が可能になった。また、最終局面では宇宙用のコスモユニットを装備している（ただし、頭部のみスカイユニットのまま）。ガイア同様にプラネットエネルギー回路を搭載している。
『爆外伝III』では基本的にスカイユニットを装備したままであり、そのままの状態でも宇宙空間が航行できるようになっている。また、右腕には接近戦用の剣を装備している。
BB-93-BB フレイムボンバーボンバー
あかボンが搭乗するボンバーボンバー。ボンバーファイターの派生機種にあたり、機体を大型化することによりボンバーファイター以上の連射性を実現した。ビーダマカノンからは炎に似たエネルギーを纏ったビーダマを発射する。また、「リンクアップ機能」によって同型機と連結することで性能を強化することもできる。同型機との連結時に両機体のビーダカノンからビーダマを連射する技・「バトリングショット」は高威力を誇る。
『爆外伝III』ではパイロットとガンナーで操縦する複座式になっているが、同型機と連結によりパイロットのみでの操縦が可能となる。スタイルは『爆外伝I』のガトリングアーマーにインスパイアされている（スパーク・アクアも同様）。
ゲーム版での名称は「フレイムBF」。
スパークボンバーボンバー
きいろボンが搭乗するボンバーボンバー。ビーダマカノンからは雷に似たエネルギーを纏ったビーダマを発射する。それぞれ機体色と一部装備が異なるものの、基本的にはフレイムボンバーボンバーと同様である。
テレビシリーズが初出のオリジナル機体であるが、後にゲーム版にも登場。こちらでは機体左肩と右肩にビーム砲と二連バルカン砲をそれぞれ装備しており、名称も「スパークBF」となっている。
BF-90RL ランバーボンバーファイター
みどりボンが搭乗するボンバーファイター。TYPE-90をベースに、森林戦仕様のランドユニットを装備。インラインスケートを両足に装備することで高速走行が、肩にブースターとして装備することで強力なジャンプがそれぞれ可能になった。また、頭部のコマンダーズハッチを使うことで、メインハッチをオープンせずにこっそりパイロットが出入りできる。最終局面ではフィルマ同様、宇宙用のコスモユニットを装備して出撃した（ただし、頭部のみランドユニットのまま）。
『爆外伝III』では接近戦装備として、右腕にカギ爪を装備している。
BB-93-BA アクアボンバーボンバー
みずいろボンが搭乗するボンバーボンバー。機体色は異なるが、スパークボンバーボンバーとは同型機である。
『爆外伝III』ではフレイムボンバーボンバー同様、VIPの警護用にカスタムチューンされた機体であり、それぞれ火星と水星の守備隊に配備されていた。
BF-90D ボンバーファイターTYPE-90
反乱軍で使用されている主力量産機。ボンバーファイターとしては旧式の部類にあたるが、ユニットを換装することにより様々な局面に対応できる。
『爆外伝III』では空軍兵がパイロットを務めている（玩具パッケージの表記より）。
TYPE-90スカイバージョン（※）
TYPE-90にスカイユニットを装備した形態（ただし、頭部のみノーマルと変わらない）で、テレビシリーズにはこのバージョンのみが登場。フィルマと同様に空中戦ができるようになった。また、本作品ではガイアスカイ同様、主にこの形態で活躍する。
『爆外伝III』ではフィルマと同じ頭部形状となっており、右腕には接近戦用の剣が装備されている。
（※）ここではガイアコスモバージョンに倣い、便宜上このように表記する。
TYPE-90ランドバージョン
TYPE-90にランドユニットを装備した形態。ランバー同様、高速走行と強力なジャンプができるようになった。
『爆外伝III』では接近戦武装として、右腕にカギ爪が装備されている。
（※）ここではガイアコスモバージョンに倣い、便宜上このように表記する。
TYPE-90コスモバージョン（※）
TYPE-90にコスモユニットを装備した形態。ガイアコスモ同様、高機動性を得たことによる惑星間の長距離航行が行えるようになった。
『爆外伝III』では接近戦の際に、腕部のスラスターをトンファーとして使用する。
（※）ここではガイアコスモバージョンに倣い、便宜上このように表記する。

BFT-2000XS シャインボンバーフォートレス
スカイボンバーフォートレスが頭部から胸部、マリンボンバーフォートレスが腹部、ランドボンバーフォートレスが両足となって合体した、反乱軍最強のメカ。総勢10人までのビーダマンが搭乗可能である（テレビシリーズでは7人の勇士が搭乗）。必殺技は「スパイラルショット」。
カラーリングおよびスタイルは『爆外伝I』のスーパーボンバーアーマーにインスパイアされている。
BFT-001S スカイボンバーフォートレス
反乱軍が開発したステルス爆撃機で、スパイラルショットの駆動力およびビーダマエネルギーの発生を担う。機体下部のハードポイントを用いることで、ボンバーファイターの輸送機としても機能する（最大積載数は3機）。
『爆外伝III』ではしろボン・あおボン・オレンジボンの紋章を元に開発されており、最終局面では彼らに加えくろボンとゴールデンボンが搭乗する。また、建造場所が本作品では海王星だったのに対し、『爆外伝III』では天王星とされている。
カラーリングおよびスタイルは『爆外伝I』のボンバーソアラーにインスパイアされている。
BFT-002M マリンボンバーフォートレス
反乱軍が開発した攻撃型潜水艦。内部にシャインボンバーフォートレスの中枢メカニズムとなる超回転加速炉を搭載している。後部にボンバーファイターを1機乗せられる。
『爆外伝III』では搭乗するこんボン・みずいろボン・あかボンの紋章を元に開発された。
カラーリングとスタイルは『爆外伝I』のボンバーダイバーにインスパイアされている。
BFT-003L ランドボンバーフォートレス
反乱軍が開発した機動戦車。ショットの照準装置を備えた主砲はボンバーファイターの電磁バレルとしても機能し、ビーダマカノンの精密射撃をサポートする。また、主砲を取り外すことでボンバーファイター2機の輸送機としても使用可能で、左右それぞれボンバーファイターを1機ずつ搬送できる。
『爆外伝III』では搭乗するきいろボンとみどりボンの紋章を元に開発された機体で、スカイボンバーフォートレスと同じく建造場所が媒体によって異なり、本作品では海王星、『爆外伝III』では木星と設定されている。また、開発の際にはきいろボンの輸送船が参考にされている。
カラーリングとスタイルは『爆外伝I』のボンバーランダーにインスパイアされている。
輸送艦ネレイド号
こんボンの指揮するネレイド軍旗艦の大型輸送艦。本来はボンバーフォートレス各機を収納輸送するはずであったが、開発が間に合わなかったため他の機体を搭載した。ブリッジは後部右翼にあり、ビーダファイターは艦首カタパルトより射出する。
以下はテレビシリーズ未登場のメカである。
BA-98B バスターボンバーアタッカー
あおボンがブラックサバスの装甲に対抗するべく砲撃戦用アタッカーを改造したボンバーファイターの派生機種で、通常のビーダマカノンの他にも小型のビーダマを発射することができる極超強力弾射撃専用ボンバーファイター支援メカ。また、ボンバーファイターの背部に合体して、ビーダマの威力を強化することや、タイトニングと共にボンバーファイターと合体して「パーフェクトフォーメーション」となることも可能。
XBF-91A ソイルボンバーファイター
オレンジボン老師が搭乗するボンバーファイター。
BF-00D ボンバーファイターTYPE-ZERO
ソイルボンバーファイターの量産仕様で、反乱軍の次世代量産機。帝国軍のTYPE-99とは対照的に、連射サーバーを装備することによる連射性を重視した設計になっている。
なお、宇宙軍兵がパイロットを務めている（玩具パッケージの表記より）。
ゲーム版『Bビーダマン爆外伝 ビクトリーへのみち』では帝国側であるパラスの進化形として登場。

#### ノルアーク帝国（登場メカ）
BF-90D ボンバーファイターTYPE-90
帝国軍で使用されている主力量産機。基本的には反乱軍仕様と同様だが、反乱軍仕様がグレーの塗装であったのに対し、帝国軍のそれは機体に黒い塗装が施されている。
ボンバーファイターTYPE-90RX
くろボンが搭乗するボンバーファイター。黒いボディに紫の手足、赤いキャノピーと独自のカラーリングが施されている。通常機に加えてビーダマカノンの破壊力や機動力と装甲が強化されている。また、隊長機の証として頭部にアンテナを装備。これにより通信能力が強化され、部隊への指示を円滑に行うことが可能になった。本作品ではさらに紫のスカイユニットを装備されており、反乱軍を相手に航空戦を繰り広げた。
『爆外伝III』ではセレスとパラスも搭乗しており、くろボン機が上記の1番機、セレス機がTYPE-90と同じ頭部形状の2番機、パラス機が2番機と同型の3番機となっている。
ボンバーファイターTYPE-90（セレス・パラス仕様）
セレスとパラスが搭乗するボンバーファイター。基本的には帝国仕様のTYPE-90と変わらないが、機体各部にTYPE-90RXと同様の塗装が施されている。

BA-97T タイトニングボンバーアタッカー
ボンバーファイターの派生機種で、前方に突き出した3枚の電磁レールにより精密射撃を行うことができる（玩具では仕様が異なり、単体ではビーダマを発射できない）。手持ち武器としてビームライフルも装備しており、ボンバーファイターとの合体時にはビーダマの装填パーツとしても使用可能。
『爆外伝III』ではしろボンとあおボンによって彗星迎撃用に改造された反乱軍の長距離精密射撃用機体として登場。ボンバーファイターの前面に合体し、ビーダマカノンの精密射撃をサポートする。また、ボンバーファイターとの合体時に放つ技・「タイトショット」を持つ。
YBF-99X ハデスボンバーファイター
くろボンが搭乗する新型ボンバーファイター。TYPE-99をベースにしているため、シメウチショットにより強力なビーダマを発射できる。また、ステルス能力など独自のカスタムチューンが施されている。
『爆外伝III』では火星空域でのテスト操縦の際、ほんの一瞬ながらしろボンのガイアスカイと交戦。ビーダマカノンの一撃により、ガイアスカイを火星に墜落させた。
YBF-99XC ハデスコスモバージョン
ハデスに宇宙用のコスモユニットを装備した形態。ガイアコスモバージョン同様、ドライブユニットと各部スラスターにより機動性は大幅に向上、惑星間を高速で航行できるようになった。
本作品では主にこの形態で活躍。最終局面でしろボンが乗るガイアコスモと激闘を繰り広げている。

BF-99A ボンバーファイターTYPE-99
セレスとパラスが搭乗する新型ボンバーファイター。ビーダマカノンにシメウチショット機構が備えられており、これによりTYPE-90以上の威力を持つビーダマが撃てるようになった。
『爆外伝III』では帝国軍の次世代量産機として登場。空軍兵が搭乗する（玩具パッケージの表記より）。
TYPE-99コスモバージョン（※）
TYPE-99にコスモユニットを装備した形態。機動性が向上したことにより、惑星間の高速航行が行えるようになった。また、本作品では主にこの形態で活躍する。
『爆外伝III』ではコスモユニットのカラーリングが異なり、本作品では濃い緑色、『爆外伝III』では赤とされている。
（※）ここではハデスコスモバージョンに倣い、便宜上このように表記する。

ダークフォートレス
ノルアーク帝国の切り札である巨大宇宙要塞。迎撃用兵器のフレアナパームの他、プラネットエネルギー回路を搭載しており、太陽系の星々を一気に消し去ることが可能な威力を持つ最終兵器・プラネットエネルギー砲を装備している。最終局面においてシャインボンバーフォートレスのスパイラルショットを受け、機能停止した。
ノルアーク帝国戦艦
ノルアーク帝国親衛隊の量産型戦艦。複数の砲門と惑星をも破壊する威力を誇るプラズマ爆弾を装備し、ワープ機能を持つ。
以下はテレビシリーズ未登場のメカである。
カーリンガー
ほうき状の彗星誘導装置を搭載した、「ヘビービーダファイター」と呼ばれる大型メカ。装備は艦首の主砲。赤いカラーリングで支援能力の高い1号と青いカラーリングで重装甲を誇る2号の二種類があり、ボップとヘイルが搭乗する。『爆外伝III』では反乱軍ネレイドの本部がある海王星を攻撃する際に使用された他、ダークフォートレスの護衛を担っていた。
『Bビーダマン爆外伝 ビクトリーへのみち』では、それぞれセレスとパラスの最終進化形として登場。
ブラックサバス
ノルアーク帝国親衛隊の最新型戦艦で、リュウグウノツカイのような形状とその名の通りの黒いカラーリングが特徴。ダークビーダエネルギーを動力源とし、艦首に装備されたフレアナパームを発射可能なカノン砲と非常に強固な装甲を持つ他、潜水も可能。当初ネレイドからは海王星の海に出現する謎の生物として認識されており、ネレイド海王星基地を襲撃していた。

### 用語集
ブルーソアラー太陽系
伝説編の舞台となる惑星系。各惑星の配置は基本的に実際の太陽系と同様だが、水星は火星と連星のような関係にあり、共に地球と木星の間の軌道を公転している。
また、『爆外伝III』では太陽系10惑星とも呼称されており、太陽も惑星の1つとしてカウントされている模様。
ボンバーファイター
ビーダマンのビーダエネルギーをエネルギーに変換して動く戦闘ロボット。また火力重視型はボンバーボンバー、支援型はボンバーアタッカー、1機のみ作られた決戦用要塞型はボンバーフォートレス、各種カーリンガーはヘビービーダファイターと呼ばれる。
反乱軍ネレイド
ノルアーク帝国に反抗する人々が集まって結成された反帝国組織。こんボンを司令官とし海王星を本拠地に活動。
ノルアーク帝国
ダークボン皇帝がビーダ王国を廃し新たに建国した帝国。巨大な武力により星々の侵略を開始する。
プラネットエネルギー
各惑星に存在するエネルギーで、火星なら火、水星なら水など、それぞれ惑星ごとに属性が存在する。それがあるからこそビーダマンたちが住むことができる環境が整っているのではないかと言われている。
チェイサーエンブレム
本来はビーダロンの生態調査をするための発信機。ビーダロンのビーダマにエンブレムを取り付け、それを受信することで個体数などを調べる。プラネットエンブレムは設計図がこの発信機に流れ込んだのが原因で勇者たちのビーダマに浮かび上がった。
プラネットエンブレム
プラネットエネルギーの源と言われている、紋章が入った球状の宝石。それぞれの惑星に必ず一つ存在しており、10個すべてを集めると全宇宙をも支配できるほどのエネルギーを手に入れると言われているらしい。選ばれし勇者の体内（ビーダマ）に一つずつ存在しており、覚醒するとビーダマに紋章が浮かび上がる。後の千年後の世界で、予言の書に記された聖なる獣ビーダロンによって、再び光の勇士たる5人のビーダマンに宿っている。
惑星直列
実際の太陽系と同様、すべての惑星が一列に並ぶ状態で、それが起きると大変なことが起きるとされる。『爆外伝III』ではその周期が300年であったのに対し、本作品では1000年に変更されている。

## スタッフ
- 原案 - 藤原茂樹、天野幹俊
- 漫画 - 三鷹公一（小学館「てんとう虫コミックス」刊）
- 企画 - 小林信一、落合茂一、丸山正雄
- 監督 - 中西伸彰
- シリーズ構成 - 浦畑達彦
- キャラクター原案 - 水野祥司
- キャラクターデザイン・メカニックデザイン - 杉浦幸次
- ゲストキャラクターデザイン - 清水洋
- 美術監督 - 金子英俊
- 色彩設計 - 歌川律子
- 撮影監督 - 山口仁
- 編集 - 尾形治敏
- 音響監督 - 鶴岡陽太
- 音楽 - 貫田顕勇、竹間淳、安西史孝
- 音楽プロデューサー - 植村俊一
- 音楽制作/協力 - 日本コロムビア、メ〜テレ音楽出版
- プロデューサー - 横山敏紀、吉本聡、真辺文子、小原麻美
- アニメーション制作プロダクション - マッドハウス
- 制作 - 名古屋テレビ、未来計画、東急エージェンシー、パオハウス

## 主題歌
オープニングテーマ
「きっと明日は晴れるから」（1 - 34話）
作詞 - 松井五郎 / 作曲・編曲 - 淡谷n'次郎 / 歌 - 河合美智子
終盤では第1話と第2話ではホワイトゲイルの飛行シーンだったが、第3話以降ではしろボンたち4人とビーダロン達4匹の集合に変更されている。
「GOGO!爆外伝」（35 - 48話）
作詞 - 小玉優二 / 補作詞 - 里乃塚玲央 / 作曲・編曲 - 河野陽吾 / 歌 - マキ凛子
ギター - 石原慎一郎(SLY) / ベース - 寺沢功一(SLY) / ドラム - 笹井新介 / キーボード&コーラス - 河野陽吾
エンディングテーマ
「そらのかけら」（1 - 13話）
作詞・作曲 - 吉川麻衣子 / 編曲 - 山本健司 / 歌 - 吉川麻衣子
原曲は吉川がPlayStation用ソフト『三國無双』にイメージソングとして提供した「BLUE SKY BLUE'SO BLUE」（歌：聖麗美少女隊セレス）。本曲は同曲の歌詞を一部変更し、吉川自身がセルフカバーしたものとなっている。
「君がいて僕がいて爆外伝」（14 - 36話）
作詞 - 小玉優二 / 作曲・編曲 - BR◎THER-NA● / 歌 - マキ凛子 & 水木一郎
「ともだちがたからもの」（37 - 48話）
作詞 - 吉元由美 / 作曲・編曲 - 岩﨑元是 / 歌 - マキ凛子
ピアノ - 松田真人 / サックス - 包国充 / コーラス - 広谷順子&河合夕子 / ギター - 梶原順

## 各話リスト
| 話数 | サブタイトル                  | 脚本       | 絵コンテ       | 演出           | 作画監督   | 放送日        |
| ---- | ----------------------------- | ---------- | -------------- | -------------- | ---------- | ------------- |
| 1    | 伝説!ビーダの勇士たち         | 米村正二   | 中西伸彰       | 松尾衡         | 芦野芳晴   | 1998年 2月7日 |
| 2    | 伝説!勇士たちよ永遠に         | 米村正二   | 中西伸彰       | 星川孝文       | 佐井鶴宮稲 | 2月14日       |
| 3    | 飛べ!ホワイトゲイル           | 水上清資   | しぎのあきら   | 松尾衡         | 武内あきら | 2月28日       |
| 4    | 孤高の戦士くろボン            | 水上清資   | 平田敏夫       | 中村憲由       | 長森佳容   | 3月7日        |
| 5    | 現れた闇の使者                | 水上清資   | 中西伸彰       | いわもとやすお | 高橋昇     | 3月14日       |
| 6    | 撃て!ブルースナイパー         | 水上清資   | 片渕須直       | 政木伸一       | 阿部純子   | 3月21日       |
| 7    | 守れ!森のビーダロン           | 新田隆男   | 岡野幸男       | 中野頼道       | 渡辺和夫   | 3月28日       |
| 8    | 博士の超スーパー大発明        | 新田隆男   | 松尾衡         | 松尾衡         | 武内あきら | 4月5日        |
| 9    | 死なないで!ルイルイ           | 水上清資   | 中村憲由       | 中村憲由       | 長森佳容   | 4月12日       |
| 10   | くろボンの秘密                | 水上清資   | いわもとやすお | いわもとやすお | 高橋昇     | 4月19日       |
| 11   | 四天王ドラーケン登場          | 新田隆男   | 政木伸一       | 政木伸一       | 阿部純子   | 4月26日       |
| 12   | 起て!ホワイトゲイルII         | 新田隆男   | 岡崎ゆきお     | 岡崎ゆきお     | 渡辺和夫   | 5月3日        |
| 13   | 嵐のお嬢様!ピンクボン         | 水上清資   | しぎのあきら   | 松尾衡         | 武内あきら | 5月10日       |
| 14   | 第2の四天王ティーゲル         | 水上清資   | 中村憲由       | 中村憲由       | 長森佳容   | 5月17日       |
| 15   | 嵐の夜のミステリー            | 大久保智康 | いわもとやすお | いわもとやすお | 高橋昇     | 5月24日       |
| 16   | さすらいのヒーロー現る        | 水上清資   | 政木伸一       | 政木伸一       | 阿部純子   | 5月31日       |
| 17   | 泣くなカゼ丸                  | 高屋敷英夫 | 中野頼道       | 中野頼道       | 石井和彦   | 6月7日        |
| 18   | 発見!迷宮の秘宝!?             | 水上清資   | 松尾衡         | 松尾衡         | 武内あきら | 6月14日       |
| 19   | 號（ゴー）!ブラッククラスター | 水上清資   | 中村憲由       | 中村憲由       | 長森佳容   | 6月28日       |
| 20   | ティーゲル最期の日            | 大久保智康 | いわもとやすお | いわもとやすお | 高橋昇     | 7月5日        |
| 21   | 謎の美女!パープル登場         | 水上清資   | 港屋夢吉       | 政木伸一       | 阿部純子   | 7月12日       |
| 22   | 吠えろ!イエロークラッシャー   | 水上清資   | 玉木公司       | 岡崎ゆきお     | 石井和彦   | 7月19日       |
| 23   | キメろ!ブルーブレイバー       | 大久保智康 | 松尾衡         | 松尾衡         | 新留俊哉   | 8月2日        |
| 24   | 夢のプリマドンナあかボン      | 水上清資   | 中村憲由       | 中村憲由       | 長森佳容   | 8月9日        |
| 25   | シュリンゲ・魅惑の罠          | 大久保智康 | いわもとやすお | いわもとやすお | 高橋昇     | 8月16日       |
| 26   | 博士のプロポーズ大作戦        | 水上清資   | 政木伸一       | 政木伸一       | 阿部純子   | 8月23日       |
| 27   | さよならパープルさん          | 大久保智康 | 中野頼道       | 中野頼道       | 石井和彦   | 8月30日       |
| 28   | ピンクの船は大パニック!       | 金子ツトム | 青山ヒロシ     | 溝口雅彦       | 坂元大二郎 | 9月6日        |
| 29   | 反逆の四天王シルドーク        | 井上敏樹   | 中村憲由       | 中村憲由       | 長森佳容   | 9月13日       |
| 30   | 初恋の人はあかボン?           | 井上敏樹   | いわもとやすお | いわもとやすお | 高橋昇     | 9月20日       |
| 31   | モミテボンの一日天下          | 水上清資   | 政木伸一       | 政木伸一       | 阿部純子   | 9月27日       |
| 32   | シルドーク捕わる!?            | 井上敏樹   | 岡崎幸男       | 岡崎幸男       | 石井和彦   | 10月11日      |
| 33   | 狙われたホワイトブロス        | 井上敏樹   | 松尾衡         | 松尾衡         | 仲田美歩   | 10月18日      |
| 34   | 伝説のビーストーン            | 井上敏樹   | 中村憲由       | 中村憲由       | 長森佳容   | 10月25日      |
| 35   | 降臨、闇のプリンス            | 井上敏樹   | いわもとやすお | いわもとやすお | 高橋昇     | 11月1日       |
| 36   | 最強の敵ダークプリンス        | 水上清資   | 政木伸一       | 政木伸一       | 阿部純子   | 11月8日       |
| 37   | ティーゲルとシュリンゲの逆襲  | 大久保智康 | 山崎茂         | 山崎茂         | 石井和彦   | 11月15日      |
| 38   | 決闘!ドラーケン対シルドーク   | 水上清資   | 松尾衡         | 松尾衡         | 新留俊哉   | 11月22日      |
| 39   | 呪われたきいろボン            | 荒西大介   | 中村憲由       | 中村憲由       | 長森佳容   | 11月29日      |
| 40   | 氷の巨人アイスケンシュタイン  | 大久保智康 | いわもとやすお | いわもとやすお | 高橋昇     | 12月6日       |
| 41   | おかえりカゼ丸                | 水上清資   | 政木伸一       | 政木伸一       | 阿部純子   | 12月13日      |
| 42   | くろボンのプレゼント          | 水上清資   | 山崎茂         | 山崎茂         | 石井和彦   | 12月20日      |
| 43   | 合体!セイントブラスター       | 大久保智康 | 岡崎幸男       | 岡崎幸男       | 宍倉敏     | 12月27日      |
| 44   | 発見!予言の書                 | 水上清資   | 中村憲由       | 中村憲由       | 長森佳容   | 1999年 1月3日 |
| 45   | くろボンの真実                | 水上清資   | いわもとやすお | いわもとやすお | 高橋昇     | 1月10日       |
| 46   | ダークプリンスの正体          | 大久保智康 | 政木伸一       | 政木伸一       | 阿部純子   | 1月17日       |
| 47   | 襲来!ダークネスドラゴン       | 大久保智康 | 山崎茂         | 山崎茂         | 石井和彦   | 1月24日       |
| 48   | 誕生!光の竜                   | 水上清資   | 中西伸彰       | 中西伸彰       | 仲田美歩   | 1月31日       |

## 放送局
出典→
| 放送対象地域  | 放送局           | 系列           | ネット形態              |
| ------------- | ---------------- | -------------- | ----------------------- |
| 中京広域圏    | 名古屋テレビ     | テレビ朝日系列 | 制作局                  |
| 関東広域圏    | テレビ朝日       | テレビ朝日系列 | 同時ネット              |
| 北海道        | 北海道テレビ     | テレビ朝日系列 | 同時ネット              |
| 青森県        | 青森朝日放送     | テレビ朝日系列 | 同時ネット              |
| 岩手県        | 岩手朝日テレビ   | テレビ朝日系列 | 同時ネット              |
| 宮城県        | 東日本放送       | テレビ朝日系列 | 同時ネット              |
| 秋田県        | 秋田朝日放送     | テレビ朝日系列 | 同時ネット              |
| 山形県        | 山形テレビ       | テレビ朝日系列 | 同時ネット              |
| 福島県        | 福島放送         | テレビ朝日系列 | 同時ネット              |
| 新潟県        | 新潟テレビ21     | テレビ朝日系列 | 同時ネット              |
| 長野県        | 長野朝日放送     | テレビ朝日系列 | 同時ネット              |
| 山梨県        | テレビ山梨       | TBS系列        | 遅れネット              |
| 静岡県        | 静岡朝日テレビ   | テレビ朝日系列 | 同時ネット              |
| 石川県        | 北陸朝日放送     | テレビ朝日系列 | 同時ネット              |
| 近畿広域圏    | 朝日放送         | テレビ朝日系列 | 先行ネット → 同時ネット |
| 広島県        | 広島ホームテレビ | テレビ朝日系列 | 同時ネット              |
| 山口県        | 山口朝日放送     | テレビ朝日系列 | 同時ネット              |
| 香川県 岡山県 | 瀬戸内海放送     | テレビ朝日系列 | 同時ネット              |
| 愛媛県        | 愛媛朝日テレビ   | テレビ朝日系列 | 同時ネット              |
| 高知県        | 高知放送         | 日本テレビ系列 | 遅れネット              |
| 福岡県        | 九州朝日放送     | テレビ朝日系列 | 同時ネット              |
| 長崎県        | 長崎文化放送     | テレビ朝日系列 | 同時ネット              |
| 熊本県        | 熊本朝日放送     | テレビ朝日系列 | 同時ネット              |
| 大分県        | 大分朝日放送     | テレビ朝日系列 | 同時ネット              |
| 鹿児島県      | 鹿児島放送       | テレビ朝日系列 | 同時ネット              |
| 沖縄県        | 琉球朝日放送     | テレビ朝日系列 | 同時ネット              |

## 関連商品
※玩具についてはビーダマンを参照。
漫画
ボンバーマン・ビーダマン爆外伝
全2巻。作：三鷹公一。
1. ISBN 4-09-142651-4
2. ISBN 4-09-142652-2

VHS
発売元はいずれも日本コロムビア。
Bビーダマン爆外伝
1998年8月24日から1999年8月21日にかけて、全24巻（各巻2話収録）をリリース。2025年現在唯一となる、テレビシリーズ全話の映像ソフト化である。
Bビーダマン爆外伝 バラエティ総集編
テレビシリーズ（1話と2話を除く）の総集編で、1999年10月21日に全2巻を同時リリース。
CD
Bビーダマン爆外伝（1998年4月21日）
Bビーダマン爆外伝 Bビーダマンといっしょに楽しく編（1998年5月30日）
Bビーダマン爆外伝 倒せダークビーダ！アクション編（1998年5月30日）
- Bビーダマン・ソングス1 しろ盤
- Bビーダマン・ソングス2 あお盤
- Bビーダマン・ソングス3 きいろ盤
- Bビーダマン・ソングス4 あか盤
- Bビーダマン・ソングス5 くろ盤

1998年4月21日発売。それぞれキャラクターソングおよびミニドラマなどを収録。
歌 & BGM集 宇宙を駆けるビーダ放送局
サウンドトラックおよびDJコーナーを収録。
きっと明日は晴れるから（1998年2月28日 歌：河合美智子）
どっきん。（1998年5月21日 歌：吉川麻衣子）
君がいて僕がいて爆外伝（1998年6月24日 歌：マキ凛子）
ゲームソフト
Bビーダマン爆外伝 ビクトリーへのみち
1999年1月29日発売。ゲームボーイカラー。発売元はメディアファクトリー。ストーリーはビーダシティ編をベースに、爆外伝IからIIIの時代も舞台となっており、各時代のビーダメイルや機体、キャラクターも登場する。
Bビーダマン爆外伝V ファイナルメガチューン
2000年2月4日発売。ゲームボーイカラー。発売元はメディアファクトリー。ストーリーは『爆外伝V』をベースとしつつ、本作品から伝説編とビーダシティ編のビーダアーマー・ボンバーファイターも登場している。さらにゲストキャラクターとして、ビーダシティ編に登場したメカきいろボン（ゲーム中では「にせきいろボン」と表記）とモミテボンも登場する。前作『ビクトリーへのみち』との通信が可能。

## 参考資料
- ボンバーマン・ビーダマン爆外伝爆コミックBOOK 別冊コロコロコミック1998年10月号別冊付録　三鷹公一